# Bleak House

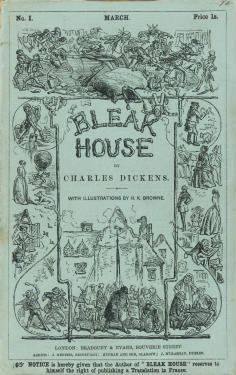
Bleak House, Titelblatt der Erstausgabe 1852

Bleak House ist der Titel des 1852 und 1853 in Fortsetzungen publizierten neunten Romans des englischen Schriftstellers Charles Dickens. In die Rahmenhandlung, ein viele Jahre anhaltender Erbschaftsstreit, sind viele personell miteinander verbundene Haupt- und Nebenhandlungen eingebunden, die ein breites Bild der englischen Ständegesellschaft der 1830er Jahre malen. Bleak House ist einerseits ein kritischer Gesellschaftsroman, der die soziale Frage und die Situation armer und vernachlässigter Kinder thematisiert, andererseits eine satirische Abrechnung mit dem labyrinthischen englischen Gerichtsapparat, insbesondere dem Court of Chancery. Die ersten deutschen Übersetzungen von Julius Seybt, Christoph Friedrich Grieb und Carl Kolb erschienen 1852 bzw. 1855.

## Inhalt

### Überblick
Mit dem über viele Jahre anhaltenden und das Vermögen der Parteien aufzehrenden Erbschaftsstreit Jarndyce gegen Jarndyce verwoben sind die Schicksale vieler Menschen, die direkt und indirekt mit dem Fall verbunden sind. Die Hauptpersonen sind miteinander verwandt und deshalb rivalisierende Prozessparteien innerhalb der weitläufigen Oberschichtfamilie.
Esther Summerson ist die Protagonistin des Jarndyce-Handlungsstranges. Sie wächst als Kind bei Miss Barbery auf, ohne zu wissen, dass Honoria Dedlock und der Offizier Hawdon ihre Eltern sind. Nach dem Tod ihrer Tante stellt John Jarndyce, ein liebenswerter Philanthrop, sie als Haushälterin an. Außerdem wird sie Gesellschafterin und Lehrerin von Ada Clare, die mit ihrem Vetter Richard Carstone eine andere Partei im Rechtsstreit bildet. Obwohl sie seine Prozessgegner sind, nimmt Jarndyce die beiden als Vormund in sein Bleak House auf.
Richard und Ada lieben sich und heiraten ohne Wissen ihres Vormunds. Richard ist ein labiler Charakter, der sich in verschiedenen Berufsausbildungen versucht und sie abbricht. Auf selbstzerstörerische Weise vertieft er sich den Erbschaftsstreit, hofft auf ein großes Vermögen und entfremdet sich dadurch von John Jarndyce, der ihn warnt, sich wegen der Anwaltskosten zu verschulden. Der Prozess endet, als die Erbschaft nicht mehr die Gerichtskosten deckt. Richard ist enttäuscht und stirbt nach einem Blutsturz. Seine Frau und sein Kind ziehen zu Jarndyce ins Bleak House.
Esther kümmert sich wie ihr Vormund um arme, vernachlässigte Kinder und dabei steckt sie der Straßenjunge Jo mit seiner Pockenerkrankung an. Sie überlebt, allerdings bleibt ihr Gesicht vernarbt. Für Jarndyce ist sie zu seiner Vertrauten geworden und sie nimmt seinen Heiratsantrag an, obwohl sie den Arzt Allan Woodcourt liebt. Eine Verbindung erscheint ihr allerdings unrealistisch, weil er als Schiffsarzt in Ostindien unterwegs und seine Rückkehr ungewiss ist. Außerdem erwartet die Mutter des jungen Mannes seine Heirat mit einer reichen Erbin. Am Ende des Romans gibt jedoch der großzügige Verlobte, der ihre beiderseitige Liebe bemerkt hat und ihr Glück will, Esther frei, schenkt ihr ein neues Bleak House und wechselt zurück in die Rolle des väterlichen Freundes und Wohltäters. Sieben Jahre nach ihrer Heirat schreibt Esther als angesehene Arztfrau und Mutter zweier Töchter ihre Geschichte auf.

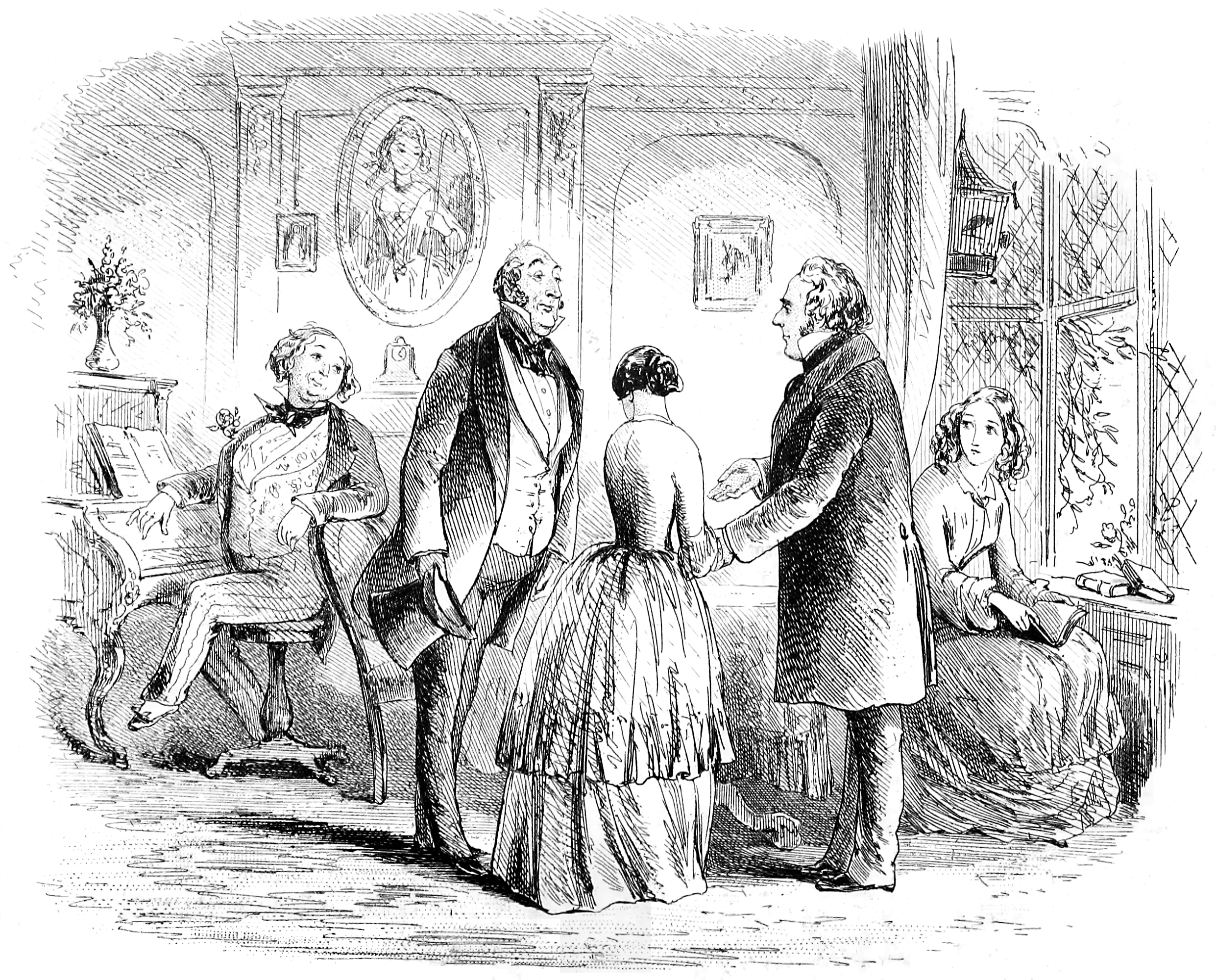
Sir Dedlocks einziger Besuch bei Jarndyce, Skimpole (am Klavier), Esther und Ada (am Fenster). (Phiz, 1853)

Der zweite Handlungsstrang erzählt von dem Baronet Sir Leicester Dedlock und seiner zwanzig Jahre jüngeren Frau Honoria. Hauptauslöser des tragischen Verlaufs dieser Geschichte ist der Anwalt der Familie, Tulkinghorn, der über einen Strohmann finanzielle Geschäfte abwickelt und mit Zahlungsforderungen Druck auf seine Schuldner ausübt. In diesem Zusammenhang sammelt er Informationen über seine Klienten, um sie bei Gelegenheit für seine eigenen Interessen zu nutzen. Dabei kommt er auf die Spur der vorehelichen Affäre Honorias mit dem Offizier Hawdon. Aus seiner Erforschung der Vergangenheit Lady Dedlocks und seinen damit verbundenen Aktionen entsteht im Roman ein die Haupt- und Nebenhandlungen übergreifendes Personengeflecht. Nach der Ermordung des Anwalts lenkt die Täterin den Verdacht auf Lady Dedlock. Der Fall wird vom Geheimdetektiv Bucket gelöst, der über alles gut informiert ist (Kap. 54). Honoria taucht unter, wird tot am Grab ihres Geliebten aufgefunden und auf dem Dedlock-Stammsitz Chesney Wold beigesetzt.
Die beiden Handlungsstränge haben unterschiedliche Schwerpunkte:
1. Von der zentralen Bleak-House-Figur John Jarndyce ausgehend, werden der Erbschaftsprozess und die Gerichtsbehörde Lincoln’s Inn, die Philanthropen und ihre Mündel sowie die Schicksale Rosas, Richards und Esthers vorgestellt.
2. Themen der Dedlock-Handlung sind v. a. die Nachforschungen und deren Folgen für die Protagonisten sowie die Kriminalgeschichte. Esther ist das Bindeglied zwischen beiden Polen und den mit ihnen verbundenen Nebenhandlungen (z. B.: Caddy Jellyby und Prince Turveydrop, Jo, George und Mrs. Rouncewell, Crook und Smallweed, Neckett und Skimpole, Miss Flite).

### Vorgeschichte
Einige zentrale Romanfiguren kennen sich aus ihrer Jugendzeit: Honoria Dedlocks Schwester Miss Barbary, ihr damaliger Verlobter Lawrence Boythorn und dessen Freund John Jarndyce. Diese Vorgeschichte und damit die Identität der Personen und der Hintergrund des zentralen Ereignisses wird, wie in einem Kriminalroman, erst im Lauf der Handlung durch die Zusammenführung der Esther-Summerson- und Lady-Dedlock-Handlungsstränge enthüllt.
1. Lady Honoria Dedlock hat eine nicht standesgemäße, voreheliche Liebesbeziehung mit Hauptmann James Hawdon und wird von ihm schwanger, was für die Familie eine Schande ist und vertuscht werden muss. Ihre Schwangerschaft und die Geburt des Kindes werden geheim gehalten. Während Honoria in dem Glauben, ihre Tochter wäre gestorben, in die Gesellschaft zurückkehrt (Kap. 29), übernimmt ihre Schwester das zuerst für tot gehaltene Kind und lässt es von ihrer Dienerin Miss Rachael versorgen. Um das Geheimnis zu wahren, löst sie sich aus ihrer Verlobung mit Boythorn und ihrem früheren Leben und verwischt mit den neuen Namen Miss Barbary und Esther Summerson die Spuren der Herkunft.
Honoria heiratet den 20 Jahre älteren reichen Baronet Leicester Dedlock und lebt mit ihm auf seinem Rittergut Chesney Wold in Lincolnshire oder im Stadthaus in London. Hawdon führt als Soldat, wie sein ehemaliger Untergebener, der Kavallerist Mr. George, berichtet (Kap. 21), ein unstetes Leben in den Kolonien, verschuldet sich, täuscht seinen Tod vor und taucht mit dem neuen Namen Nemo wieder auf (Kap. 26). In den letzten anderthalb Jahren seines Lebens wohnt er in London beim Altwarenhändler Crook, verdient seinen spärlichen Lebensunterhalt als Kopist von Gerichtsakten und unterstützt den Straßenjungen Jo.
2. Als Esther 12 Jahre alt ist, bittet Miss Barbary, ohne ihre Identität zu offenbaren, in einem Brief den als Wohltäter bekannten John Jarndyce, nach ihrem Tod für Esther zu sorgen. Dieser stimmt zu und beauftragt seinen Anwalt Kenge mit der Organisation (Kap 17). Im 3. Kap. erzählt Esther von ihrer einsamen und unterdrückten Kindheit bei ihrer „Patentante“, die ihr oft sagte, dass sie die „Schande“ ihrer Mutter sei und dass sie viel besser nie geboren worden wäre. Als Miss Barbary stirbt, ist das Mädchen fast 14 Jahre alt und Mr. Kenge bringt sie in der Greenleaf School in Reading bei Miss Donny unter. Dort wird sie, da sie kein Vermögen hat, auf ein Leben als Gouvernante und Lehrerin vorbereitet und hilft außerdem den beiden Erzieherinnen bei der Unterrichtung der anderen 11 Schülerinnen. Nach 6 Jahren stellt Jarndyce sie als Gesellschafterin einer jungen Verwandten ihres Vormundes und als Haushälterin bei Jarndyce an. Damit beginnen im Herbst die sich über einige Jahre hinziehenden Romanhandlungen.

### Lincoln’s Inn

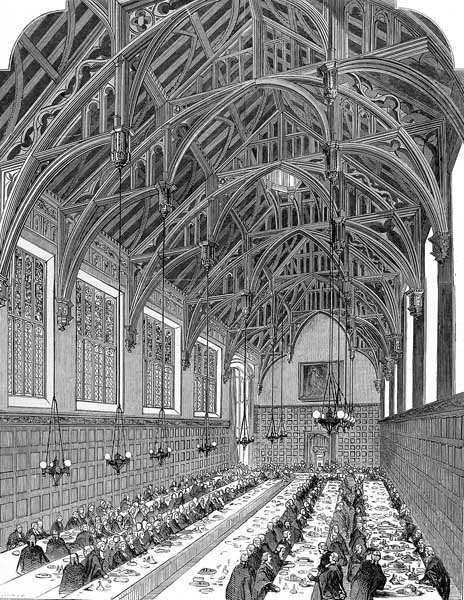
Lincoln’s Inn Great Hall (1845)

Während Lady Honoria Dedlock im November mit ihrem Mann nach Paris reist, werden in Lincoln’s Inn in London vom Lordkanzler und dem Advokaten Kenge für Esther die juristischen Formalitäten ihrer neuen Anstellung geregelt (Kap. 1 und 4): Sie wird als Gesellschafterin der ca. 17-jährigen verwaisten Ada Clare und als Haushälterin im Bleak House in der Nähe von St Albans im südlichen Hertfordshire bei deren Verwandten und Vormund John Jarndyce angestellt. Auch Adas zwei Jahre älterer entfernter Vetter Richard (Rick) Carstone wird in das Haus des Philanthropen aufgenommen. Beide sind Mündel des Gerichts, das im Fall Jarndyce und Jarndyce über die Gültigkeit zweier sich widersprechender Testamente entscheiden muss. John Jarndyce ist einerseits ihr Vormund, andererseits ihr Prozessgegner. Er hält sich persönlich aus dem Verfahren heraus, das er als sinnlos bewertet und seinem Anwalt Kenge überlässt.
Die drei jungen Leute lernen bei ihrem kurzen Aufenthalt in London einige merkwürdige Menschen im Umfeld des Gerichts kennen: Die alte Miss Flite verfolgt manisch täglich die labyrinthischen, langwierigen Abläufe der Gerichtsbehörde, um nicht den Termin zu versäumen, an dem ihre Klage behandelt wird. Später erklärt sie Esther bei einem Besuch: „Der Ort übt eine grausame Anziehungskraft aus. Sie können ihn nicht verlassen. Und sie müssen auf etwas warten. […] Ich habe gefühlt, wie sie mir sogar die Ruhe in der Nacht entzogen. Kalte und glitzernde Teufel“ (Kap. 35).
Annie Flite wohnt in der Nähe des Gerichts im Haus des von seinen Nachbarn „Lordkanzler“ genannten Trödlers Crook, der alles Mögliche – Alteisen, Flaschen, Altpapier, Frauenhaar, Knochen, Küchenabfälle, Kleider – aufkauft und in seinem „Kanzleigericht“ genannten Laden sammelt („Ich hab ein Gefallen an Rost und Moder und Spinnweben“). Er kennt wie seine Mieterin seit Jahren den Fall Jarndyce und Jarndyce und spricht rätselhaft prophetisch-endzeitlich darüber. In seinem Haus wohnt seit anderthalb Jahren unter ärmlichen Verhältnissen auch ein 45-jähriger Schreiber, der sich Nemo nennt und sich mit dem Kopieren von Dokumenten ernährt. Er ist, was Esther nie erfahren wird, ihr Vater James Hawdon. Miss Flite hält in ihrem Zimmer in Käfigen einige Singvögel. Sie muss sie vor den herumschleichenden Katzen Crooks schützen und öffnet deshalb nie das Fenster. Nach der Urteilsverkündung ihres Prozesses sollen sie frei gelassen werden, aber sie sterben im Käfig: „Das Leben der armen Tierchen ist so kurz im Vergleich mit Kanzleigerichtsprozessen, dass die Sammlung schon mehr als einmal ausgestorben ist.“ (Kap. 5).

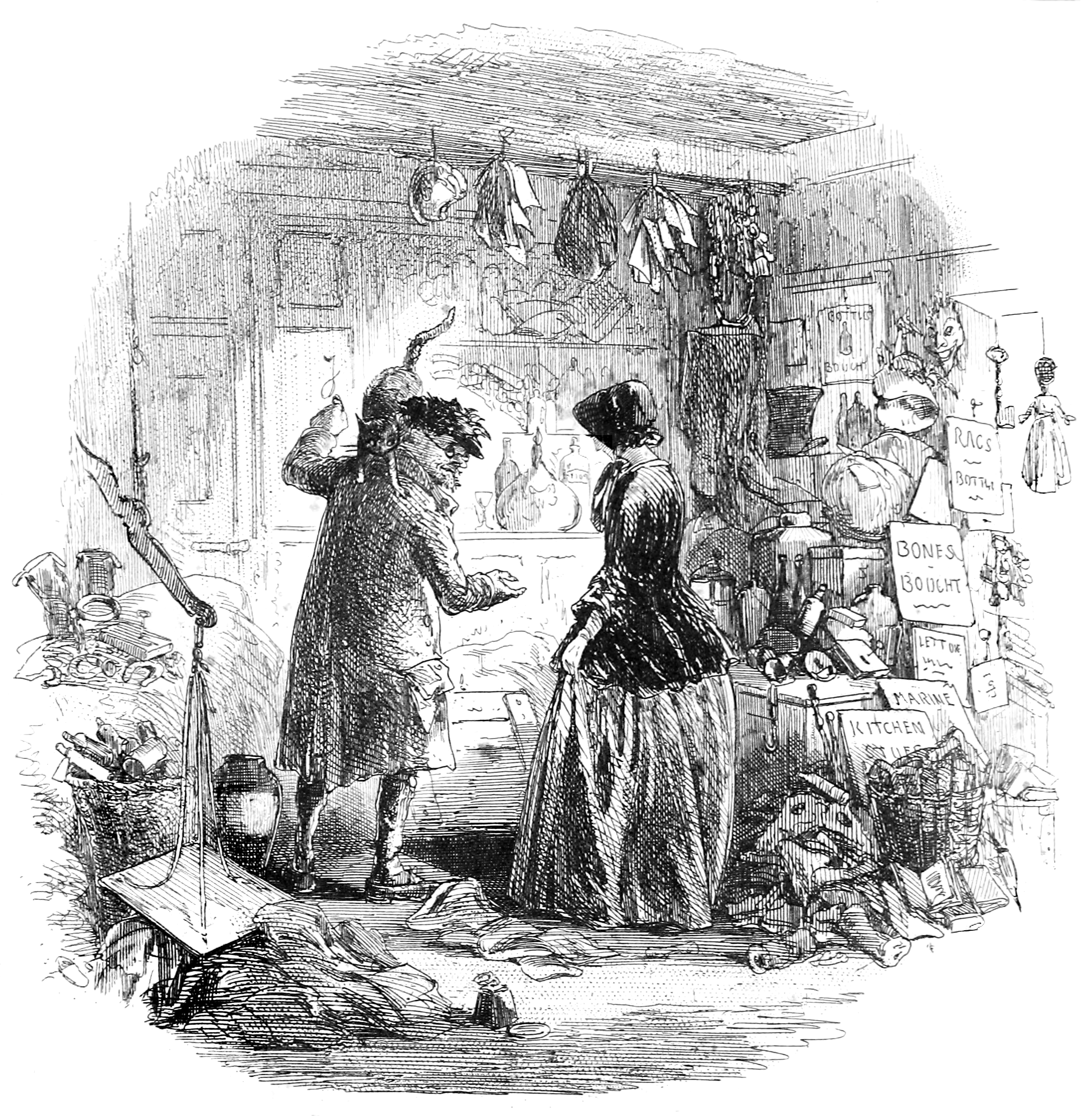
Der Altwarenhändler Crook und Esther (Phiz, 1853)

Beim zweiten London-Aufenthalt besucht Esther mit ihren Freunden wieder diese bizarre Szenerie (Kap. 14). Sie sieht erschaudernd das leere Zimmer des inzwischen verstorbenen Schreibers Nemo und Crook zählt in seinem Gin-Rausch die Namen der Vögel Miss Flites auf: „Hoffnung, Freude, Jugend, Friede, Ruhe, Leben, Staub, Asche, Verschwendung, Mangel, Verzweiflung. Wahnsinn, Tod, List, Torheit, Worte, Perücken, Lumpen, Pergament, Plunder, Präzendens, Jargon, Schwindel und Larifari“ (Kap. 14).
Diese Menschen im Umfeld des Gerichts verfolgen gebannt die großen Prozesse und erzählen von den ins Sagenhafte gerückten Erbschaften. Im weiteren Verlauf der Romanhandlungen wird die Labyrinthik der Verfahren immer wieder thematisiert, z. B. von John Jarndyce (Kap. 8) und seinem Freund Lawrence Boythord (Kap. 9). Esther besucht mit Richard eine Verhandlung und erlebt, wie vor mit großem Aufwand hinein- und hinaustransportierten Aktenbergen von den Juristen nur Verfahrensfragen besprochen werden, der Fall selbst aber weiter vertagt wird (Kap. 24). Mr. Gridley aus Shropshire ist Opfer seines Jahrzehnte dauernden Erbschaftsprozesses. Er ist nach London gezogen, um seinen zähen und kostspieligen Prozess zu verfolgen. Während Jarndyce, dem er seinen Fall schildert (Kap. 15), distanziert die Ursache beim „System“ sieht, fragt Gridley nach den Folgen für die Menschen. Er ist wütend auf die Richter und den Anwalt Tulkinghorn und erhält mehrmals wegen Beleidigung eine Gefängnisstrafe. Schließlich stirbt er vor einer erneuten Verhaftung entkräftet in einem Versteck in Mr. Georges Kampftrainingsstudio (Kap. 24). Jarndyces Mündel und Prozessgegner Richard gerät ebenso wie Flite und Gridley in den Sog seines Gerichtsverfahrens.

### Ada und Richard
Die tragische Liebesgeschichte der Waisenkinder Ada Clare und Richard Carstone ist eng mit John Jarndyces und Esthers Leben verbunden.
Esther fühlt sich in der philanthropischen Atmosphäre des Bleak House und seiner Gartenanlagen wohl, verträgt sich gut mit den gleichgesinnten Bewohnern, die unbeschwert von Alltagssorgen im Wohlstand leben dürfen, und wird zunehmend die Beraterin und Vertraute ihres Vormundes („So lebten wir dahin“). Zusammen mit Jarndyce beobachtet sie die wachsende Liebe zwischen Ada und Richard. Sie schätzt die offene und edle Natur des jungen Mannes, findet aber seine Naivität im Umgang mit dem Geld bei Darlehen und Schulden und seine Träumereien vom Beruf des See-Kapitäns für bedenklich: „Neben Elastizität, Frische und einer Munterkeit […] besaß Richard in seinem Charakter eine Sorglosigkeit, die mir viel zu schaffen machte, vor allem, weil er sie auf seltsame Weise für Klugheit hielt“ (Kap. 9).
Auf Jarndyces Vorschläge reagiert er unentschlossen, entscheidet sich dann zuerst für die Ausbildung zum Chirurgen. Mr. Kenge vermittelt ihm eine Lehre bei seinem Vetter Bayham Badger und sie schließen mit ihm den Vertrag in London (Kap. 13). Hier offenbaren Ada und Richard sich und ihren Vertrauten ihre Liebe. Jarndyce akzeptiert dies, verschiebt aber die Entscheidung in die Zukunft und bindet sie an Richards Bemühung um einen Beruf. Nach kurzer Zeit erfahren Esther und Ada vom Ehepaar Badger, dass sich Richard bei seiner medizinischen Ausbildung wenig bemüht. Dieser gibt auf Nachfrage zu, dass ihn die Chirurgen-Lehre langweilt, und deutet an, dass er als Jurist den Jarndyce-Prozess zu seinen und Adas Gunsten vorantreiben könnte. Sie sprechen mit ihrem Vormund darüber und dieser ist mit einem Wechsel zu einer Advokatur einverstanden, aber zuerst nur zur Probe bei Kenge und Carboy. Jarndyce erinnert Richard nochmals an die finanzielle Grundlage einer Ehe mit Ada (Kap. 17). Richard beginnt seine neue Tätigkeit erneut schwungvoll und arbeitet sich mühsam in die Akten zu seinem Prozess ein, aber bald erlahmt wieder sein Interesse an dem Beruf und er leiht Geld für seinen Lebensstil. Esther gegenüber gibt er zu, dass er hofft, nach dem für ihn und Ada erfolgreichen Gerichtsbeschluss vom Erbe standesgemäß leben zu können. Bis dahin möchte er eine Offizierslaufbahn beginnen. Er und Kenge verhandeln mit dem Vormundschaftsgericht über seinen Plan. Dabei wird deutlich, dass sein Vermögen durch die Schulden und die neue Ausrüstung und das Kaufgeld für das Fähnrichspatent aufgebraucht ist. Jarndyce warnt ihn davor, seine Zukunft auf der Hoffnung einer großen Erbschaft aufzubauen. Der langwierige Prozess werde nur Anwaltskosten verursachen. Auch könne er ihm nicht einen Haushalt finanzieren. Die Offizierslaufbahn sei seine letzte Chance, eine Basis für eine Ehe mit Ada zu finden. Vor Richards Abreise zu seinem Regiment in Irland schlägt Jarndyce vor, das Eheversprechen seiner beiden Mündel zuerst einmal formell aufzulösen und die Entwicklung abzuwarten (Kap. 23).
Während Richard seinen Dienst ähnlich desinteressiert ableistet wie seine vorherigen Ausbildungen, vertieft er sich in die Prozessakten und wird, wie Gridley und Flite, zwanghaft in den Gerichtsapparat hineingezogen. Mit seiner gesetzlichen Mündigkeit übernimmt er selbst sein Verfahren. Er lehnt das Vergleichsangebot John Jarndyces ab und hofft auf den größeren Erbteil für sich und Ada. Misstrauisch vermutet er, sein Vetter John verfolge nur seine eigenen Interessen. Dadurch entfremden sich die beiden und Richard ignoriert die Warnungen Esthers und Adas vor seiner Verbissenheit in einen Traum vom Reichtum, über dem er die alltäglichen Freuden verliert. Ada schreibt ihm, viel lieber würde sie mit ihm in bescheidenen Verhältnissen das Leben genießen (Kap. 37).
Als es im Prozess keine Fortschritte gibt, wechselt Richard im Sommer des nächsten Jahres von Kenge und Carboy zum, nach dessen Verständnis der Klientenberatung, „gefühllosen“ Advokaten Vholes. Dieser macht ihm zwar formal keine Hoffnung, ermahnt ihn jedoch zur Geduld bei kleinen Fortschritten: „Der Prozess schläft nicht; wir wecken ihn auf, wir bringen ihn an die Luft, wir führen ihn spazieren. Das ist etwas!“ (Kap. 39). Regelmäßig erhält er Rechnungen und leiht sich Geld zur Bezahlung der Anwaltskosten. Aber er kann sich nicht mehr von seiner Prozess-Obsession lösen.

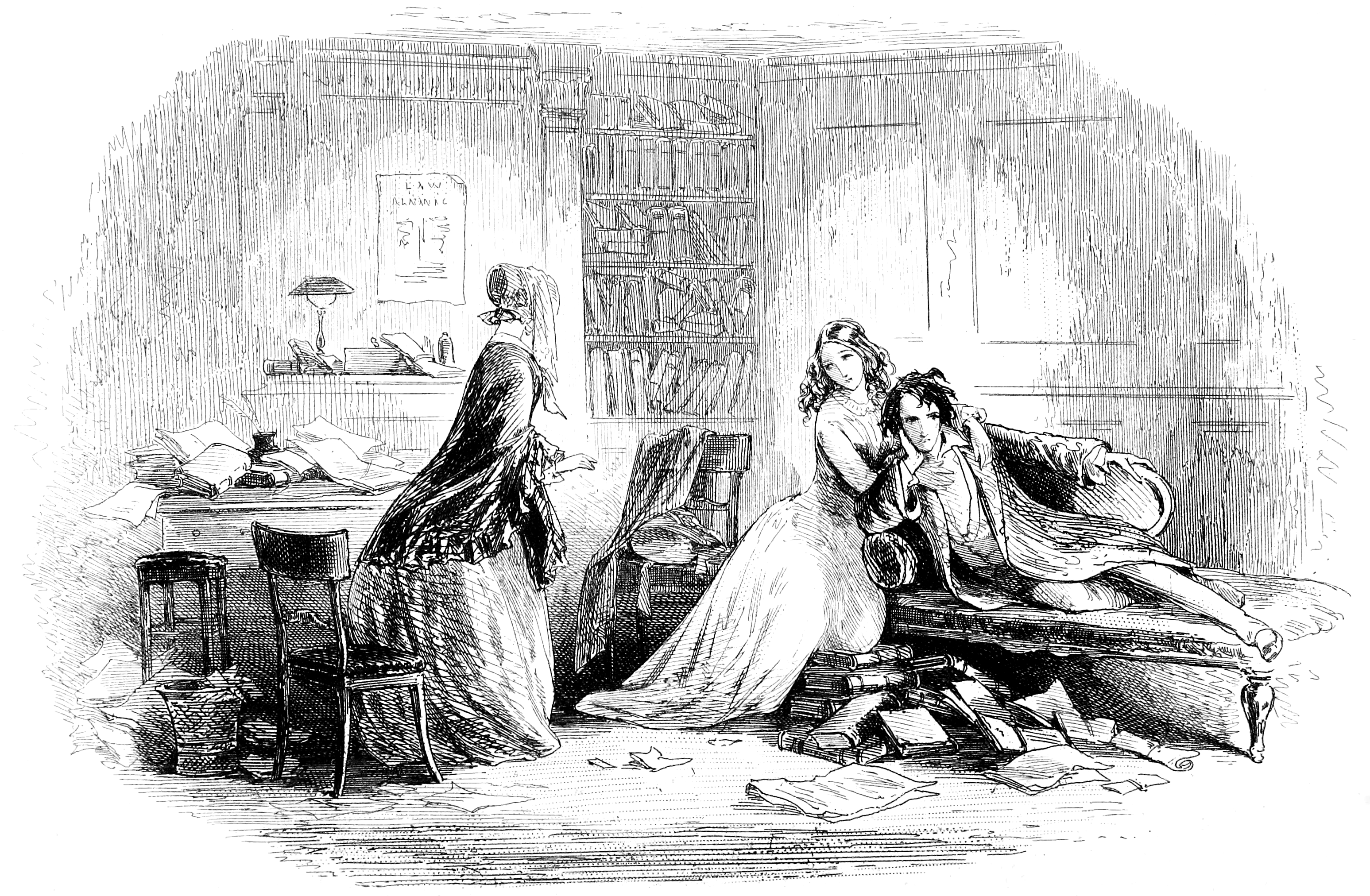
Rosa bekennt Esther ihre heimliche Heirat mit Richard (Phiz, 1853)

Richards Situation verschlechtert sich. Er verschuldet sich weiter und kann nicht mehr die Prozesskosten aufbringen. Vholes informiert Jarndyce über die schwierige Lage und Esther besucht Richard in seiner Kaserne in der Hafenstadt Deal, um ihn zu einem Vergleich zu überreden. Doch dieser hat bereits seinen Abschied aus der Armee beantragt und sein Patent verkauft, um die Finanzierungslücke zu schließen. Auch der Militär-Beruf sei für ihn nicht der richtige und er müsse sich ganz dem Prozess widmen, um ihn zu gewinnen. Esther sieht die Aussichtslosigkeit, ihn argumentativ von seinem Wahn zu befreien, und begleitet ihn zurück nach London (Kap. 45). Dort quartiert er sich in einem Stockwerk über dem Büro seines Anwalts Vholes in Symond’s Inn ein (Kap. 51) und zieht auch seine Verlobte in seine Zwangshandlungen hinein. Rosa ist an ihrem 21. Geburtstag volljährig geworden, heiratet ihn und gibt ihm die Vollmacht, bei seinen Anwaltskosten auf ihren Erbanspruch zurückzugreifen. Sie hält dies geheim und informiert Esther erst nach ihrem Umzug zu Richard (Kap. 51). Auch Rosas Vermögen ist bald verspielt, ohne dass der Prozess vorangekommen ist. Richard wird psychisch immer schwächer. Er kann sich nicht mehr aus der Anziehungskraft des Gerichts lösen und verbringt wie Miss Flite den ganzen Tag in Lincoln’s Inn (Kap. 60).
Neue Hoffnung kommt für Richard auf, als die Erben des Trödlerladens bei der Sichtung der von Crook gesammelten Altpapierberge ein drittes Jarndyce-Testament finden, das jüngeren Datums ist als die beiden anderen und ihn und Ada im Vergleich zu John stärker begünstigt (Kap. 62). Kenge und Vhole legen es sofort dem Gericht vor, doch die neue Situation wird nicht mehr verhandelt, weil das gesamte Erbe durch die Kosten aufgezehrt ist. So endet der Prozess in einer grotesken Aktion: Große Aktenberge werden auf den Flur geworfen. Für das Publikum ist alles ein großer Spaß und die schwachsinnige Miss Flite lässt ihre Vögel frei, aber Richard ist schockiert und erleidet einen Blutsturz. Er stirbt, mit Jarndyce versöhnt und in Erkenntnis seines Irrtums, kurz nach der Geburt seines Sohnes (Kap. 65).

### Philanthropen
Jarndyce erkennt sogleich Esthers liebevollen und hilfreichen Umgang mit Ada sowie ihren „praktischen, gesunden Sinn“ und überträgt ihr nach ihrem Eintreffen auf seinem Herrensitz Bleak House bei St. Albans in Hertfordshire die Rollen der Hausfrau und Buchhalterin und sie wird seine Vertraute (Kap. 8). Er erzählt ihr von dem auf zwei unterschiedlichen Testamenten beruhenden Erbschaftsstreit, der immer unübersichtlicher und teurer wird, und bittet sie, den sorglosen Richard zu einer Berufsausbildung zu bewegen. Jarndyce ist als Wohltäter bekannt und in seinem Arbeitszimmer stapeln sie die Bittbriefe aller möglichen Organisationen. Darunter sind einige „marktschreierische Philanthropen und Spekulanten“, bei denen „die Wohltätigkeit krampfhafte Formen“ angenommen hat und die sich mehr um sich selbst und ihren Ruf interessieren als um die Bedürftigen selbst (Kap. 15).

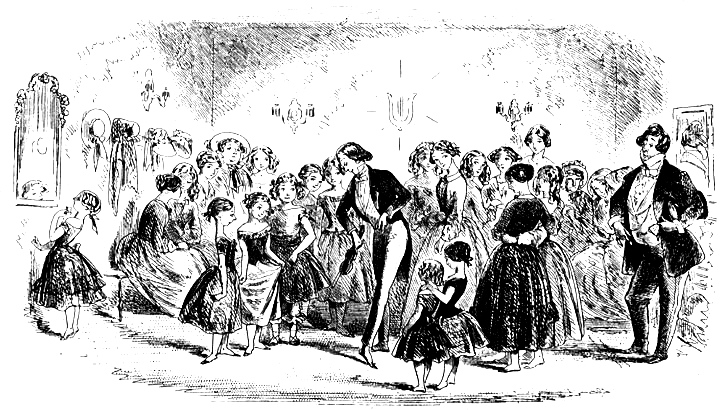
Caddy Jellybys Verlobter, der Tanzlehrer Prince Turveydrop, beim Unterricht (Phiz, 1853)

Jarndyce hat nicht nur drei Mündel in sein Haus aufgenommen, sondern unterstützt auch den ehemaligen Arzt und Lebenskünstler Harold Skimpole. Weil er nur ohne Arbeit seine Persönlichkeit frei entfalten und die Schönheit des Tages genießen kann, pumpt er jeden an und bringt schon am ersten Tag Richard und Esther um ihre Ersparnisse, um Schulden zu bezahlen und einer Anzeige zu entgehen. Er erklärt den beiden seine „Drohnenphilosophie“, nach der die nach ihrer Art fleißigen Bienen die nach ihrer Natur das Leben auf eine andere Art genießenden Drohnen ernähren müssen, ohne dafür Lob und Dank zu erwarten. Er bewundert den Unternehmergeist und die Anstrengung der Afrika- oder Nordpolforscher, während er im Gras liegt und die Wolken beobachtet und sich dabei als Kosmopolit fühlt. Er sieht in ihren Unternehmungen keinen Sinn, aber für ihn beleben sie seine Gedankenlandschaft. Jarndyces Freund Boythorn gegenüber gibt er zu, dass er im Gegensatz zu diesem ohne Prinzipien lebe und er habe „nicht den mindesten Begriff davon“. Er möge keine Potentaten, aber er würde ihnen, wenn sie es verlangen, huldigen, denn es sei leichter, eine Huldigung zu geben als sie zu verweigern: „Ich halte es für meinen Beruf, in der menschlichen Gesellschaft mich angenehm zu machen […] Es ist mit einem Wort ein System der Harmonie“ (Kap. 18): „Ich habe gar kein Wollen – und kein Nichtwollen. Nur ein Nichtkönnen“ (Kap. 31). Er erklärt Esther, sie sei das Muster der Verantwortlichkeit, und er sei das Gegenteil davon. Wenn gutmütige Leute nicht aufhören würden, ihm Geld zu borgen, warum solle er dann aufhören Schulden zu machen. Diese Situation hat für ihn so etwas wie Poesie (Kap. 37).
Jarndyce bezeichnet ihn als Kind und nimmt ihn als häufigen Gast bei sich auf. Er warnt zwar seine Patenkinder, ihm Geld zu leihen, bezahlt jedoch immer wieder seine Schulden (Kap. 6). Am Ende, als Skimpole sich bei dem verarmten Richard und seiner Frau mehrmals zum Essen einlädt und die unfreiwilligen Gastgeber mit seinen Sprüchen unterhält, gibt Esther ihre Zurückhaltung auf und kritisiert seine Drohnenphilosophie als unmoralische Ausbeutung. Auch Jarndyce wendet sich enttäuscht von ihm ab (Kap. 61).

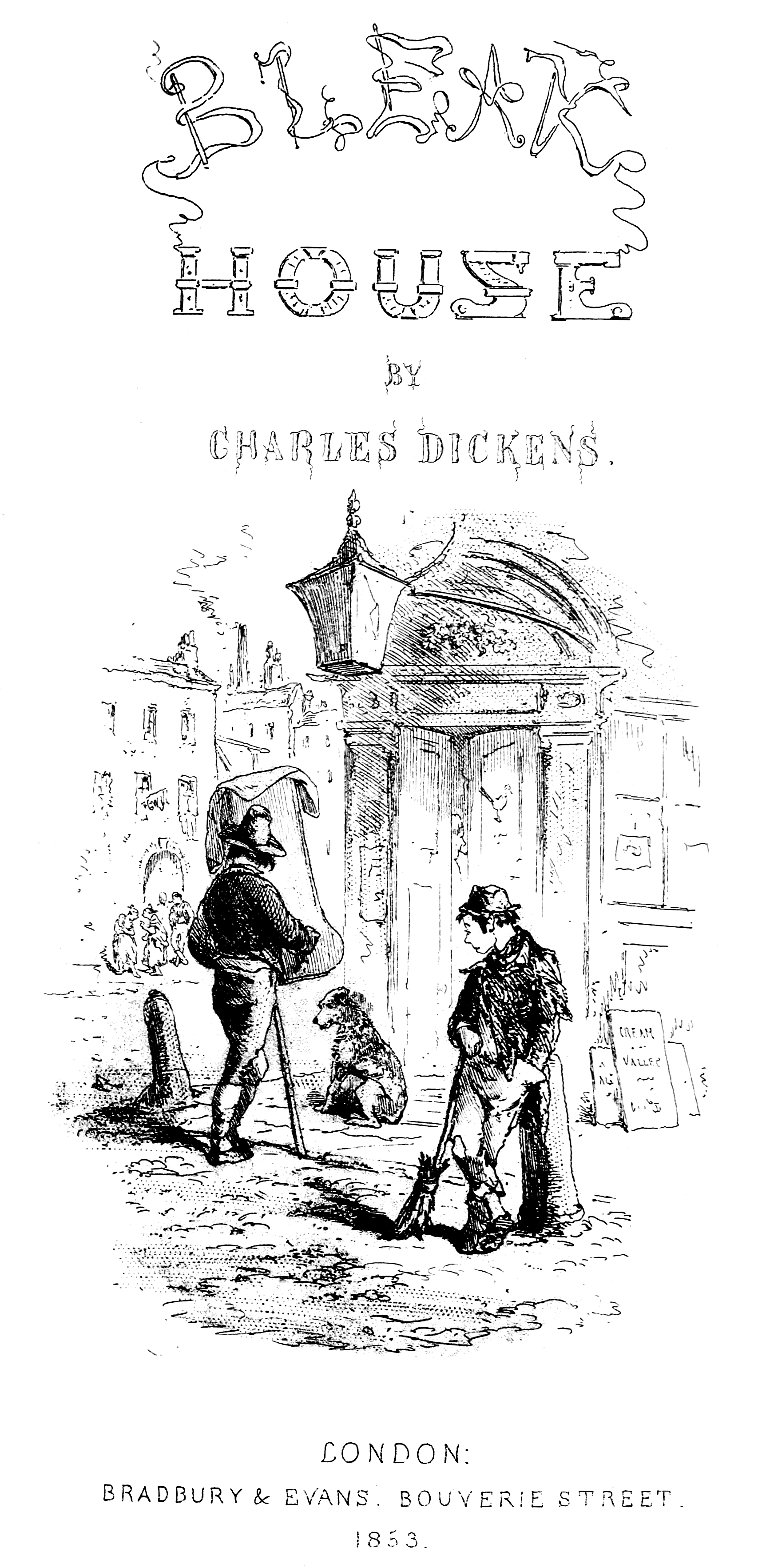
Der Straßenkehrer Jo an seinem Arbeitsplatz (Titelblatt der Buchausgabe 1853)

Jarndyce erklärt Esther, es gebe zwei Klassen wohltätiger Leute: die „wenig tun und viel Lärm machen“ und die „viel tun und gar keinen Lärm machen“. Zur ersten Gruppe gehören die wortreich missionierenden Mrs. Pardiggle und Mrs. Jellyby sowie der eitle Prediger Chadband. Jarndyce kritisiert deren extreme Ausrichtung, die sie nur an ihr eigenes Projekt denken lässt. Dadurch werde meist das Ziel verfehlt und die Tätigkeiten dienen nur der Selbstbestätigung. Die beiden Gruppen treffen bei Chaddy Jellybys Hochzeitsfeier vor dem chaotischen Zustand ihrer Familie aufeinander (Kap. 30):
- Mrs. Jellyby vernachlässigt ihre Familie und ist ganz auf ihr afrikanisches Borriokubalaprojekt fixiert. Sie ist über die Heirat ihrer Tochter Caddy verstimmt, weil sie dadurch ihre Schreibkraft für ihre Korrespondenzen verliert. Ihr mit seiner Firma bankrottgegangener wortkarger Mann gibt dagegen seiner Tochter die Warnung „habe nie eine Mission“ mit auf den neuen Lebensweg (Kap. 4). Am Ende ist ihre Kaffeeanbauhilfe gescheitert und sie widmet sich der Frauen-Emanzipation, während ihre Tochter Caddy mit ihrer Tanzschule auch noch den Schwiegervater und Vater unterhält.
- Miss Wisks Emanzipations-Mission ist nach Jarndyces Worten, „der Welt zu zeigen, dass die Mission des Weibes die Mission des Mannes sei und dass die einzig echte Mission von Mann und Weib sei, beständig in öffentlichen Versammlungen über allgemeine Prinzipien erklärende Beschlüsse zu fassen“ (Kap. 30).
- Mrs. Pardiggels missioniert im Gegensatz zu den beiden anderen auch vor Ort in den Wohnungen der Armen. Allerdings ist sie davon überzeugt, dass die einzige unfehlbare Art ihre Art sei, den Armen Wohltaten beizubringen wie eine Zwangsjacke.

Zur zweiten Gruppe zählen Jarndyce, Esther und Ada. Die beiden Mädchen unterstützen z. B. die Frauen Jenny und Lizzy der im Alkoholrausch gewalttätigen Ziegelstreicher und Mrs. Jellybys Tochter Caroline (Caddy), die sich heimlich mit dem Tanzlehrer Prince Turveydrop verlobt, ihn dann heiratet und immer mehr seine Schule übernimmt und erweitert. Der tatkräftige und finanziell stärkste Wohltäter ist John Jarndyce mit seinem Herz für Waisenkinder. Als er vom Tod des Geldeintreibers Neckett hört, vom Schuldner Harold Skimpole „Coavinses“ genannt, kümmert er sich sofort selbst um dessen Kinder Tom, Emma und Charlotte (Charley) und stellt die 13-jährige Charley als Esthers Dienstmädchen an und lässt sie von ihr im Lesen und Schreiben unterrichten (Kap, 15). Nach ihrer Heirat mit einem gut situierten Müller übernimmt Emma ihre Stelle.
Charley löst einige Monate später durch ihre Information, der aus London vertriebene Straßenjunge Jo (s. Abschnitt Lady Dedlocks Geheimnisse) sei bei den Ziegelarbeiterfamilien in St Albans hilflos gestrandet, eine tragische Entwicklung aus. Esther eilt sofort zur Hütte und nimmt den Kranken mit ins Herrenhaus. Hier berät man über das weitere Vorgehen. Während Skimpole in seiner Egozentrik den Jungen wegen des gefährlich schlimmen Fiebers wegschicken will, entscheidet Jarndyce, ihn zuerst einmal für die Nacht in einem Nebengebäude unterzubringen und medizinisch zu versorgen. Am nächsten Morgen ist er auf rätselhafte Weise aus dem verschlossenen Raum verschwunden. Wie sich später herausstellt, hat ihn der Geheimpolizist Bucket, der seine Spur verfolgte, nachts aus seinem Zimmer geholt und erst in ein Hospital und dann zu seinem Auftraggeber Tulkinghorn gebracht (Kap. 47).
Charly erkrankt ebenfalls, wie sich schnell herausstellt, an Pocken und wird von Esther, in ihrem Zimmer isoliert, gepflegt. Sie überlebt, steckt aber ihre Herrin an und der gleiche Verlauf wiederholt sich. Jetzt ist Charly die Pflegerin (Kap. 31). Nach einigen Wochen hat Esther die Krise überwunden und wird wieder gesund. An den aus ihrem Zimmer entfernten Spiegeln merkt sie, dass man sie vor dem Anblick ihres vernarbten Gesichts schonen will. Zur Erholung fährt sie im Sommer mit Charly auf Boythorns Gut bei Chesney Wold (Kap. 36).
Nach seiner Rückkehr aus Ostindien entdeckt Allan Woodcourt den obdachlosen und todkranken Straßenjungen im Armenviertel Tom-All-Alone, bringt ihn bei dem ehemaligen Soldaten Mr. George unter und informiert Jarndyce und den wohltätigen Papierhändler Snagsby über seinen Zustand. Sie besuchen ihn und Jo erhält vor seinem Tod mehr Zuwendung als in seinem armseligen Leben zuvor (Kap. 46, 47).

### John – Esther – Allan

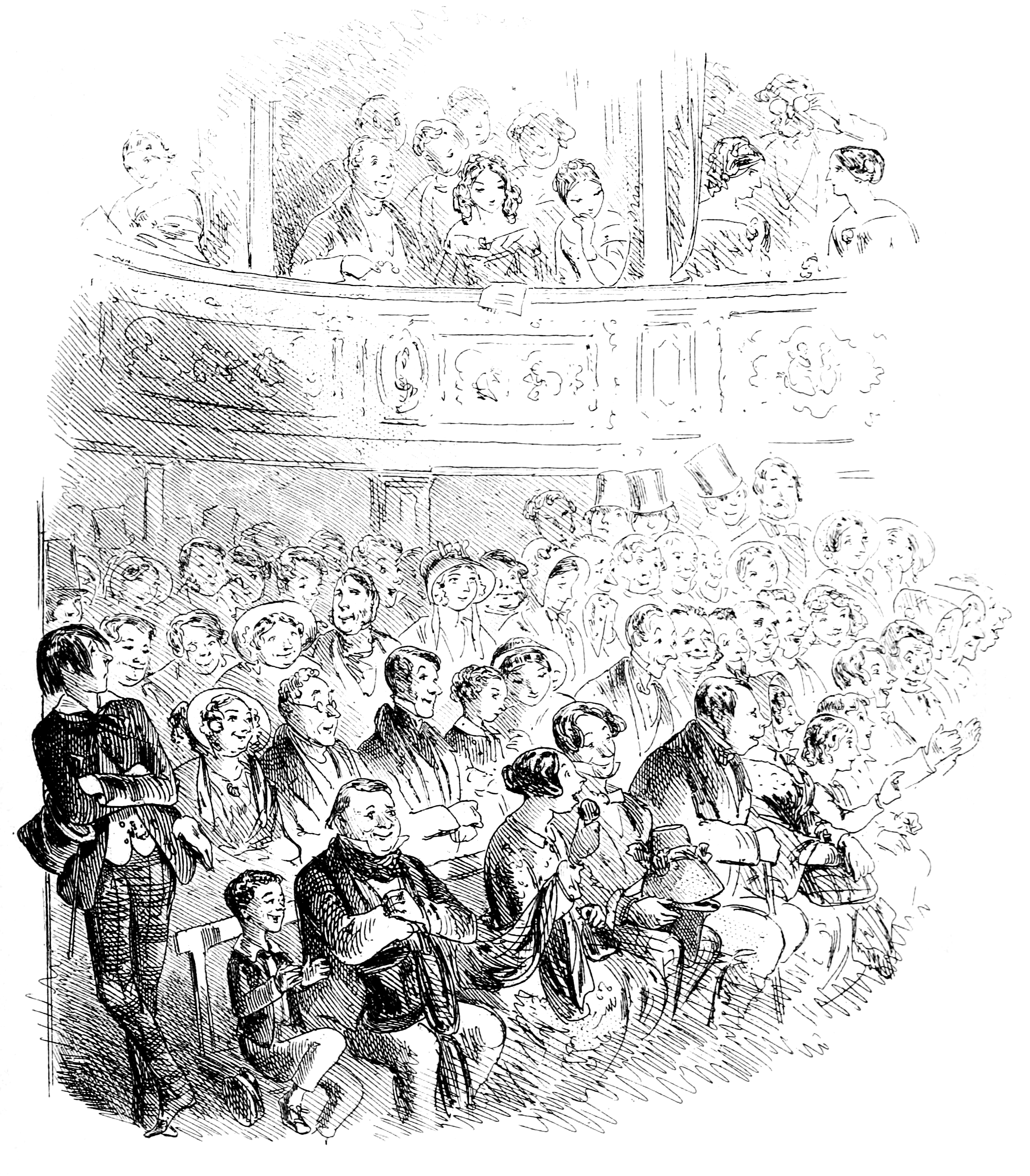
Guppy beobachtet Esther in Jarndyces Loge. (Phiz, 1853)

Während Esther in ihrer starken, hilfreichen Persönlichkeit von allen geliebt wird, verläuft ihr Gefühlsleben ambivalent. Zuerst wird sie vom kuriosen, in verschraubten juristischen Formulierungen sprechenden Anwaltsgehilfen William Guppy umworben und bei ihren öffentlichen Auftritten beobachtet. Er entdeckt bei einem Besuch in Chesney Wold die Ähnlichkeit eines Porträts von Lady Dedlock mit Esther (Kap. 7) und seine Liebe verbindet sich mit der Hoffnung, sie könne über ihre wohlhabende Mutter vom Prozessgewinn profitieren. Im Laufe der Handlung macht er ihr zwei Heiratsanträge, die sie als Belästigung empfindet und ablehnt (Kap. 9 und 64). In der Zwischenzeit verliert er, nachdem Esther ihre Pockenerkrankung mit einem vernarbten Gesicht überlebt hat, das Interesse an ihr und ist erleichtert, dass sie bei ihrem Besuch ihre Ablehnung bestätigt, und er ist sofort bereit, ihre Bitte nach Einstellung seiner Recherchen nach ihrer und Lady Dedlocks Vergangenheit aufzugeben (Kap. 38). Zu einem grotesken Auftritt, zusammen mit seiner skurrilen Mutter, kommt es bei seiner zweiten Werbung, nachdem er sein Notar-Zertifikat erworben hat und sich selbständig machen will.
Bei einem Familienessen im Haus des Chirurgen Badger, bei dem Richard studiert, lernt Esther den sieben Jahre älteren Arzt Allan Woodcourt, ihren späteren Ehemann, kennen. (Kap. 13). Da er kein Vermögen hat, um eine eigene Praxis zu eröffnen, verpflichtet er sich als Schiffsarzt auf der China-Ostindien-Route und lässt für sie einen Blumenstrauß zurück (Kap. 17). Sie denkt manchmal daran, dass Woodcourt sie vielleicht liebt, aber eine Verbindung erscheint ihr von Anfang an durch die Ansprüche von Woodcourts Mutter als unrealistisch. Diese betont in den Gesprächen immer wieder die alte edle Abstammung ihrer Familie und erwartet eine standesgemäße Schwiegertochter (Kap. 30). Esther dagegen prophezeit sie einen reichen, älteren Mann. Offenbar denkt sie an deren Vormund. Bei ihren Aufenthalten im Bleak House hat sie vermutlich Esthers Schlüsselrolle als Haushälterin registriert. Sie ist für John Jarndyce zunehmend zu einer Vertrauten geworden, mit der er sich über alle wichtigen Angelegenheiten wie Richards Ausbildung und seine Liebesbeziehung mit Ada berät. Er nennt sie „Frauchen“ und ist zunehmend irritiert, wenn sie ihn als väterlichen Vormund bezeichnet. Nach ihrer Pockenerkrankung konzentriert sie sich ganz auf ihre Aufgaben im Bleak House. Woodcourt ist weit weg in Ostasien und wird inzwischen durch seine Umsicht bei der Rettung der Passagiere seines in Seenot geratenen Schiffes von der Presse als Held gefeiert.
Als Spuren ihrer gefährlichen Pockenerkrankung bleiben Narben in ihrem Gesicht zurück. Während ihr Verehrer Guppy daraufhin sein Interesse an ihr verliert, bleibt ihr die Liebe ihrer Freunde erhalten. Nachdem sie ihren Vormund in ihr und Lady Dedlocks Geheimnis eigenweiht hat, um ein gesellschaftliches Zusammentreffen mit ihrer Mutter zu verhindern, fasst Jarndyce durch diesen Vertrauensbeweis den Mut, ihr seine Liebe zu gestehen und ihr einen Heiratsantrag zu machen. Bei einer Ablehnung, versichert er ihr, würde sich an ihrem Verhältnis nichts ändern. Er ist ihre engste Bezugsperson, fühlt sich mit ihm verbunden und würde ihn durch eine Zusage glücklich machen. Andererseits weiß sie, dass sie damit die vage und vielleicht unrealistische Hoffnung auf eine echte Liebesbeziehung aufgibt. Sie verbrennt die in Erinnerung an Woodcourt aufbewahrten getrockneten Blumen und nimmt Jarndyces Angebot, „Herrin von Bleak House“ zu werden, an (Kap. 44).

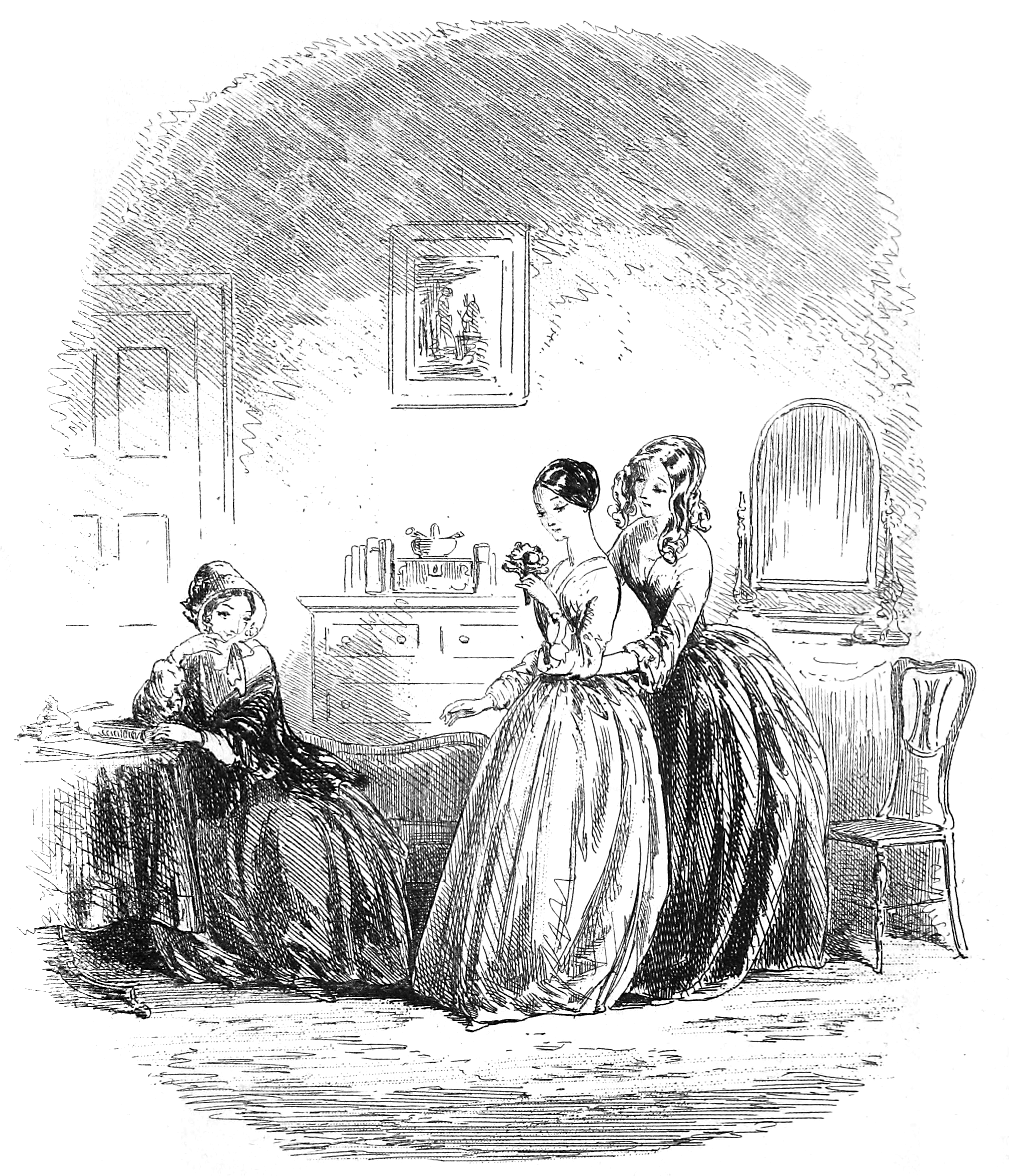
Caddy bringt Esther einen Blumenstrauß von Woodcourt (Phiz, 1853)

Vor dem Hintergrund der in der Öffentlichkeit geheim gehaltenen Verlobung mit Jarndyce trifft Esther während ihres Besuches bei Richard in seiner Garnison in Deal den von seiner Ostindienreise zurückgekehrten Woodcourt. Er erkennt sofort Richards bedenklichen Gemütszustand und verspricht ihr, sich in London mit ihm zu treffen (Kap. 45). Dort kümmert sich der Arzt, wie vor seiner Seereise, um die Obdachlosen im Armenviertel Tom-All-Alone. Durch ihre gemeinsame Fürsorge begegnen sich Esther und Allan immer wieder z. B. bei Richard und Ada, bei Caddy Turveydrop, die nach der Geburt ihrer taubstummen Tochter, Esthers Patenkind, lange Zeit erschöpft ist und behandelt werden muss (Kap. 50), oder bei der Suche nach Lady Dedlock (Kap. 59).
Jarndyce schätzt den Arzt sehr und lädt ihn oft in sein Stadthaus in der Nähe der Oxford Street ein. Dabei bemerkt er die gegenseitige Zuneigung Esthers und Allans. Das Glück Esthers ist ihm wichtiger als das eigene und er signalisiert Woodcourt seine Zustimmung und verhilft ihm zu einer Anstellung als Armenarzt in einer Stadt in Yorkshire. Darauf gesteht Allan Esther seine Liebe. Sie würde die Erklärung gern erwidern, aber sie könnte ihren Vormund aus Zuneigung und Dankbarkeit nie verletzen. In komplizierten Formulierungen gibt sie dies Allan zu verstehen: „Und glauben Sie niemals, lieber, lieber Mr. Woodcourt, glauben sie niemals, dass ich diesen Abend vergessen werde oder dass ich, solange mein Herz schlägt, gefühllos gegen Stolz und die Freude sein kann, von ihnen geliebt worden zu sein“ (Kap. 61). Sie steht zu ihrer früheren Entscheidung, als ihr Vormund ihr nach ihrer Gesundung einen Antrag machte und eine Verbindung mit dem Arzt unrealistisch war, und weiß von Jarndyce geliebt zu werden und als Herrin von Bleak House ein zufriedenes Leben führen zu können. Deshalb wiederholt sie noch einmal ihre Zustimmung und sie legen den Hochzeitstermin in einem Monat fest (Kap. 62). Für Jarndyce ist dies ein weiterer Beweis ihrer Treue, aber er hat sie schon frei gegeben, kehrt in die Rolle des väterlichen Freundes zurück und überrascht sie mit dem Geschenk einer Bleak-Haus-Kopie in Yorkshire, wo sie am Ende ihrer Erzählung, die sie sieben Jahre nach ihrer Heirat niederschreibt, mit Allan und ihren beiden Töchtern lebt.

### Esther Hawdon und Honoria Dedlock
Die beiden polaren Romanzentren Bleak House und Chesney Wold sind durch das Schicksal Esthers und Honorias miteinander verbunden. Esther kommt ihren Eltern vor der Aufdeckung ihrer vorehelichen Beziehung zweimal nahe:
1. Durch Ähnlichkeiten im Aussehen Esthers und ihrer Eltern wird bereits von Kap. 9 an auf Hawdon und Lady Dedlock als Eltern hingewiesen:
- William Guppy, Kenges Assistent, entdeckt bei einem Besuch in Chesney Wold die Ähnlichkeit eines Porträts der Lady Dedlock mit Esther (Kap. 7), in die er sich verliebt hat und der er einen Heiratsantrag macht (Kap. 9).
- Mr. George, der untergetauchte Sohn der Dedlock-Haushälterin Rouncewell und ehemalige Untergebene Hawdons, meint, als er Richard zum Fechtunterricht abholt und Esther zum ersten Mal sieht, in ihrem Gesicht bekannte Züge zu entdecken.

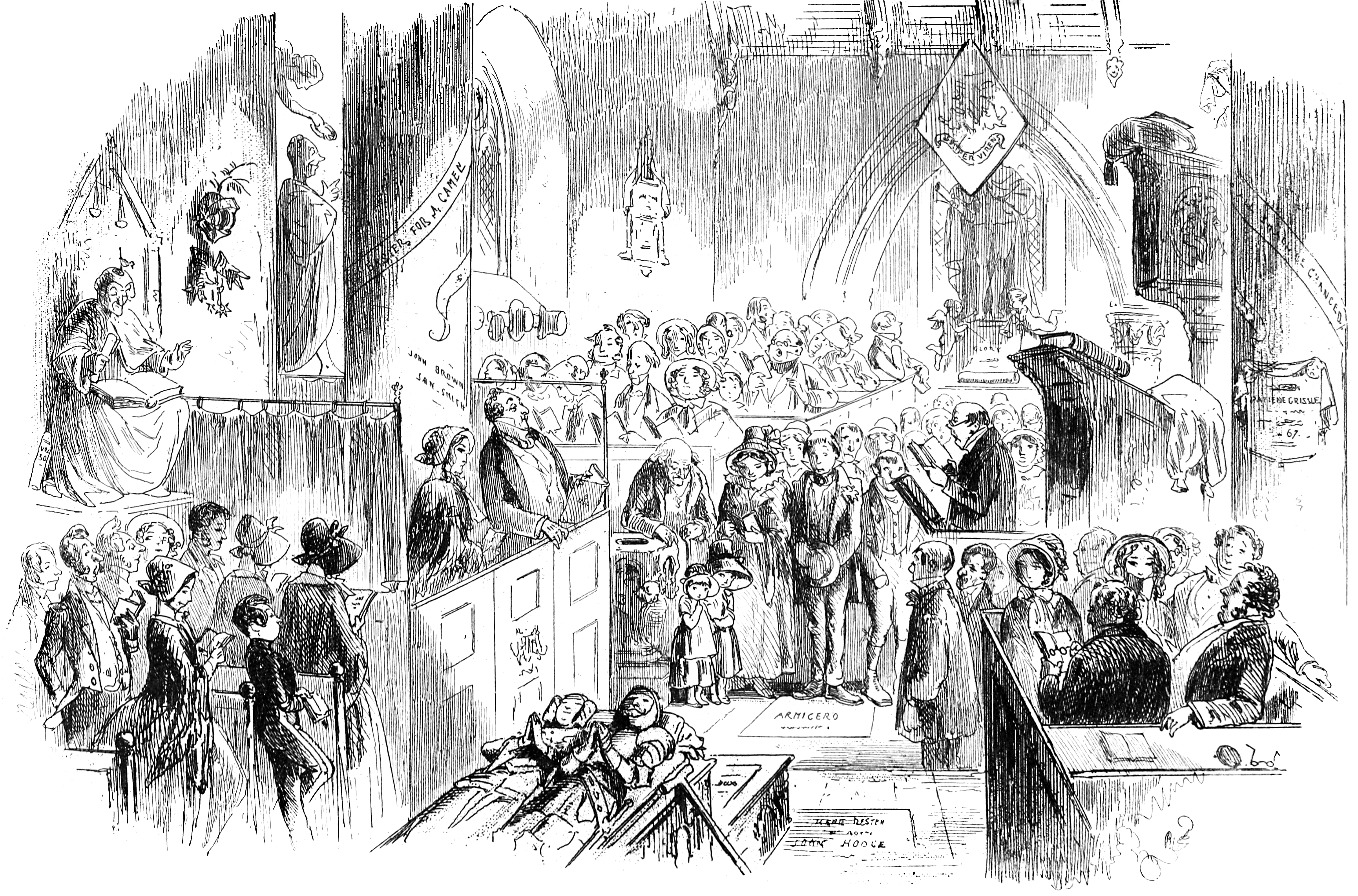
Erste Blickbegegnung Esthers mit Lady Dedlock in der Kirche von Chesney Wold (Phiz, 1853)

2. Esther kommt im Laufe der Handlung, mehrmals unwissentlich, mit ihren Eltern in Berührung:
- Sie besucht, ohne Ahnung der Zusammenhänge, zweimal das Haus, in dem der Schreiber Nemo wohnt bzw. gewohnt hat (Kap. 5 und 14).
- Sie und Lady Dedlock treffen in Chesney Wold aufeinander. Anlass ist die Einladung Jarndyces und seiner Begleitung durch seinen Freund, den Gutsbesitzer Boythorn für sechs Wochen nach Chesney Wold. Wie man später erfährt, ist er Miss Barbarys ehemaliger Verlobter. Da er wegen eines Wegerechtstreits mit Sir Dedlock verfeindet ist, kommt es zu keinem offiziellen Kontakt mit den Dedlocks, obwohl sich John Jarndyce und Honoria aus ihrer Jugendzeit her kennen. Als Esther und Lady Dedlock sich während eines Ausflugs zufällig treffen, haben beide eine Ahnung von einem geheimnisvollen personalen Zusammenhang. Beim Anblick der Lady hat Esther spontane Assoziationen mit ihrer Kindheit und bemerkt für einen Augenblick eine Ähnlichkeit mit ihrer Patentante, aber dies wird verwischt durch Honorias Miene von Stolz, „Überlegenheit und Macht und bezaubernder Anmut“ (Kap 18).

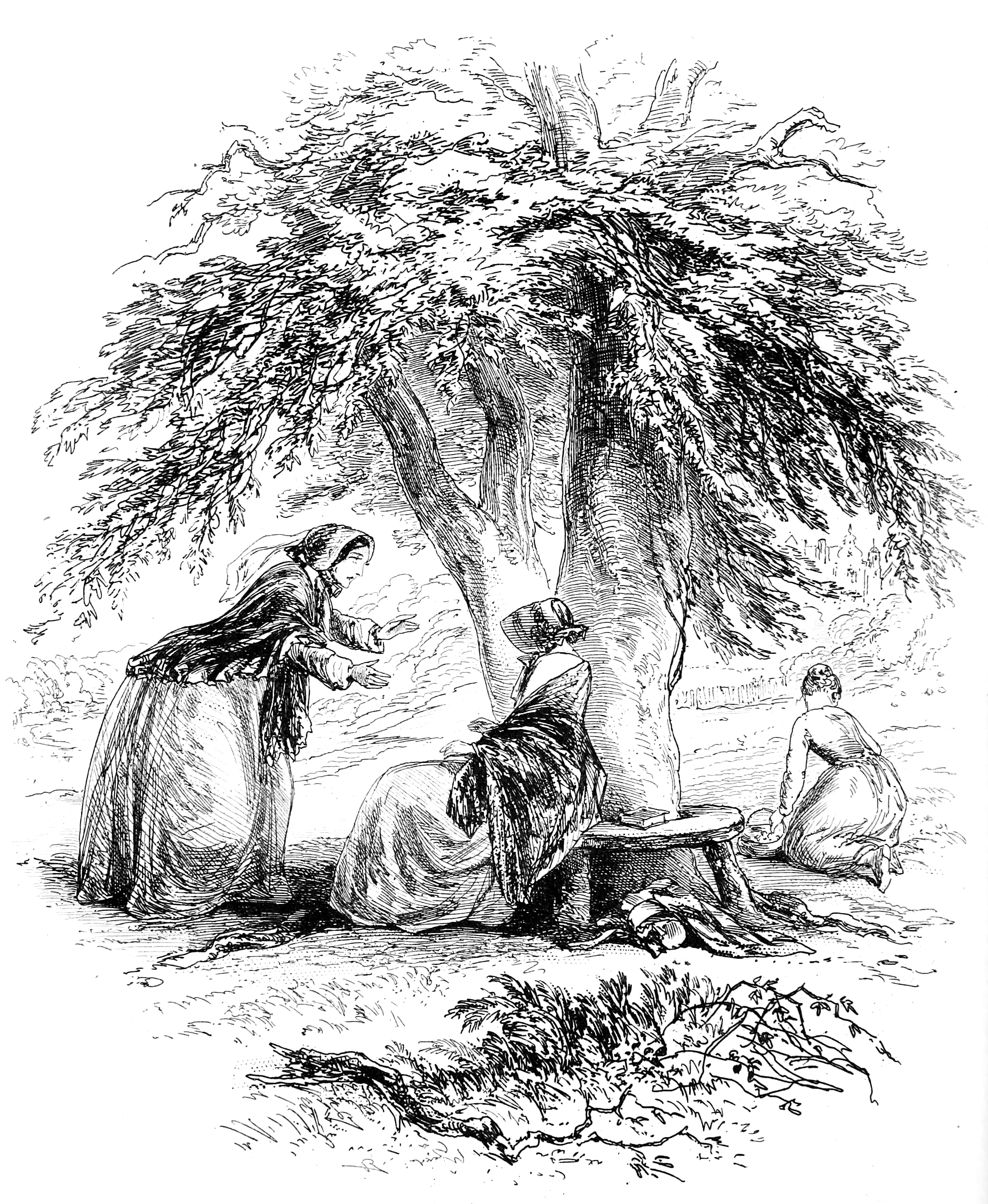
Lady Dedlock gibt sich Esther als ihre Mutter zu erkennen. (Phiz, 1853)

- Zu einer zweiten Begegnung kommt es im Frühsommer in Chesney Wold, als Esther nach ihrer lebensgefährlichen Erkrankung sich dort erholt (Kap. 36). Honoria besucht sie an ihrem Lieblingsplatz ihrer täglichen Wanderungen und offenbart sich ihr als ihre Mutter. Sie hat nach Guppys Enthüllungen (Kap. 29) Esther beobachten lassen, ein Taschentuch mit ihrem aufgestickten Namen gefunden und ist über ihre Wohltätigkeit und ihre Erkrankung informiert. Jetzt bekennt sie ihrer Tochter ihre Schuld und bittet sie um Vergebung. Aber sie muss auf ihren Mann und seine Reputation Rücksicht nehmen und sie bittet Esther um die Bewahrung des Geheimnisses, auch Jarndyce, dem sie ihre Tochter anvertraut, dürfe nichts erfahren und könne ihr nicht helfen. Sie müsse ihr Leben mit der schönen Fassade, aber der inneren Leere weiterführten. Das sei ihr Schicksal. Esther sagt ihr die Geheimhaltung zu, zumal durch die Veränderung ihres Gesichts niemand mehr eine Verwandtschaft vermuten würde. Sie besucht in London Guppy und bittet ihn, seine Recherchen nach ihrer und Lady Dedlocks Vergangenheit zu beenden (Kap. 38).

Nach der Aufdeckung von Lady Dedlocks Vergangenheit (s. Abschnitt Lady Dedlocks Geheimnis) verlässt diese ihr Haus. Ihr Mann beauftragt Bucket, seine Frau zu suchen und ihr seine volle Verzeihung mitzuteilen. In ihrem Zimmer findet der Geheimpolizist einen Hinweis, Esthers Taschentuch, dass sie zu ihrer Tochter fliehen will. Durch Mr. George erfährt er ihre Adresse (Kap. 56), trifft Honoria dort nicht an und setzt gemeinsam mit Esther die Suche fort. Durch Befragung von ihnen begegnenden Reisenden verfolgen sie ihren Weg durch die winterliche Schneelandschaft nach Bleak House und dann zu den Ziegelarbeitern von St Albans. Hier hat Lady Dedlock, um ihre Verfolger auf die falsche Fährte zu locken, ihre Kleider mit der Arbeiterfrau Jenny gewechselt und beide sind in verschiedene Richtungen gewandert. Bucket orientiert sich zuerst weiterhin an der Beschreibung der Lady. Als er ihre Spur verliert, bemerkt er seinen Irrtum, lässt die Kutsche wenden, und sie kehren auf der Jenny-Suche zurück nach London zu Snagsbys Papierhandlung (Kap. 57). Dort schließt sich ihnen der von Jarndyce informierte Woodcourt an. Sie erfahren, dass Snagsbys Dienstmädchen Guster Honoria den Weg zum Friedhof gezeigt hat, und dort finden sie sie tot vor Hawdons Grab.

### Chesney Wold
Der Baronet Sir Dedlock und seine schöne junge Frau Honoria leben abwechseln auf ihrem Rittergut Chesney Wold in Lincolnshire und in ihrem Londoner Stadtpalais oder sie sind auf Reisen, z. B. in Paris, wo sie ihre Zeit mit einem „glänzenden und vornehmen Kreis der Elite der Beau monde“ verbringen. Doch die schöne Lady, die man für die Tochter ihres liebenswürdigen Mannes hätte halten können, möchte „in der Einsamkeit der Langeweile“ bei den Besichtigungen, Konzerten, Gesellschaften, Opern, Theater, Spazierfahrten die Stadt schnell wieder verlassen und nach Chesney Wold zurückkehren: „Geistige Erschlaffung liegt vor ihr, wie sie hinter ihr liegt – ihr Ariel hat einen Gürtel davon um die ganze Welt gelegt, und er ist nicht wieder zu lösen – aber das einzige, freilich ungenügende Heilmittel ist: immer von dem letzten Orte, wo man sich empfunden hatte, zu fliehen.“ (Kap. 12)

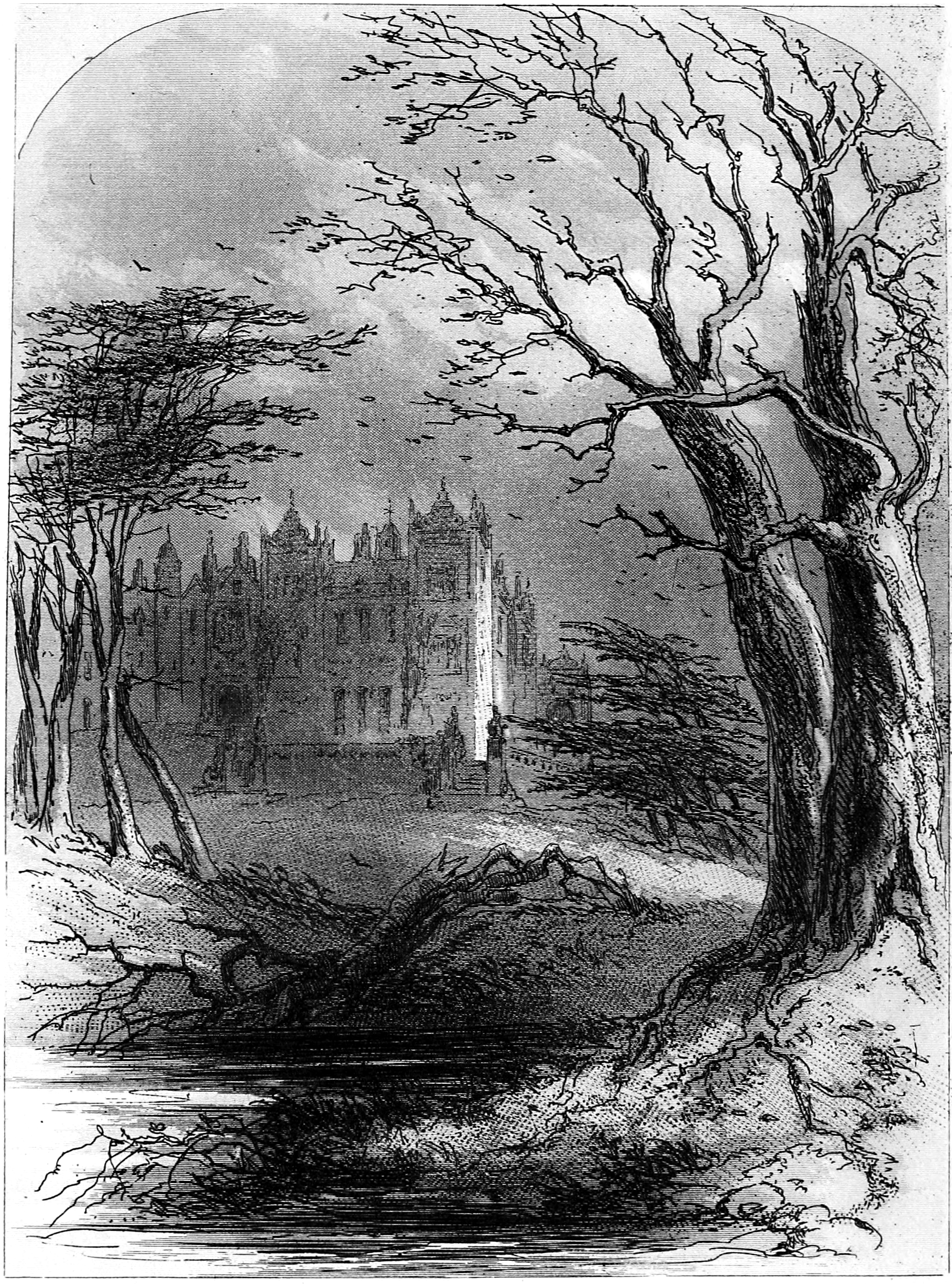
Dedlocks Landsitz Chesney Wold (Phiz, 1853)

Ihr abgelegener Landsitz symbolisiert, v. a. im Herbst und Winter, die Situation des alten Rittergeschlechts: „Der schrille Wind heult um Chesney Wold; der Regen schlägt scharf dagegen, die Fenster rasseln und die Schornsteine sausen. Nebel verstecken die Allen, verschleiern die Aussicht und bewegen sich wie Leichenzüge über die Höhen des Parks. Im ganzen Haus herrscht ein kalter, leerer Geruch […] er erinnert daran, dass die toten und begrabenen Dedlocks in den langen Nächten hier umgehen und den Geruch aus ihren Gräbern zurücklassen“ (Kap.29). Der Baronet sieht als Repräsentant der alten Ständetradition in allen Reformen und dem Aufstieg vieler Handwerker in die Schicht des besitzenden Bürgertums einen Zerfall der Weltordnung. Er unterstützt die vielen verarmten Mitglieder seiner weit verzweigten Familie und beherbergt sie zeitweilig in seinem Schloss. Denn sie dürfen nicht arbeiten und müssen einen Stab an Dienern und Zofen finanzieren. Zusammen mit seiner geliebten schönen jungen Frau sind sie Vertreter der alten Zeit, die ihre Zerfallserscheinungen hinter gesellschaftlichen Ritualen verdrängt. Auf Honorias Fall, über den in seiner Anwesenheit nicht gesprochen werden darf und den er ergebnislos zu vertuschen sucht, folgen sein Zusammenbruch und seine Vereinsamung.
Nach dem Tod der Lady leert sich das Schloss. Der Baronet ist durch seinen Schlaganfall, den er nach den Informationen über seine Frau erlitten hat (Kap. 54), behindert und bei seinen täglichen Ausritten zum Mausoleum der Lady auf die Hilfe seines neuen Dieners, George Rouncewell, der auf Chesney Wold eine neue Heimat findet, angewiesen. Von seinen zahlreichen Verwandten bleibt nur die exaltierte in eine Traumwelt versponnene Volumnia, welche die Dedlocks auf den seltenen offiziellen Bällen der Grafschaft repräsentiert und dazwischen gelangweilt auf „Bäume hinaussieht, die schauerlich seufzen, die Hände ringen, die Köpfe senken und in eintöniger Trauer ihre Tränen gegen die Fensterscheiben werfen“. Der für die wenigen Bewohner übergroße Rittersitz ist „[e]in Labyrinth feierlicher Größe, weniger im Besitz einer alten Familie, menschlicher Wesen und ihrer gespenstischen Ebenbilder als einer alten Familie von widerhallenden Klängen, die bei jedem Tone aus ihren hundert Gräben hervorkommen und durch das ganze Gebäude schallen […] Leidenschaft und Stolz sind […] auf dem Herrensitz in Lincolnshire erstorben und haben ihn einer Dumpfen Ruhe überlassen“(Kap. 66).

### Lady Dedlocks Geheimnisse

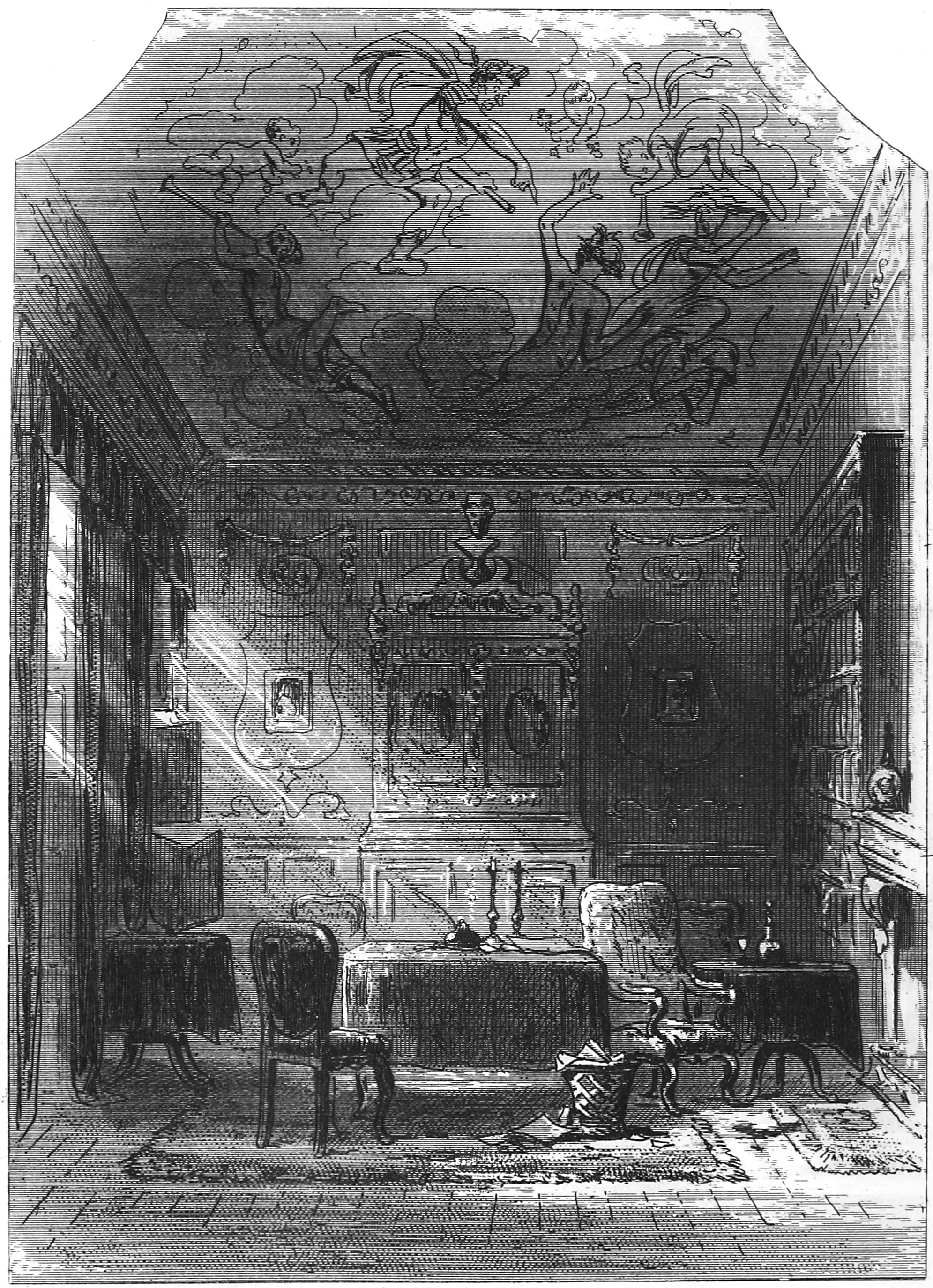
Tulkinghorns Büro mit dem „von der Decke herunterweisende[n] Römer“ (Phiz, 1853)

Zu Beginn der Haupthandlung, bevor Sir Leicester und Lady Honoria Dedlock im November zu einer Reise nach Paris aufbrechen, zeigt in ihrer Londoner Stadtwohnung der Familienanwalt Bill Tulkinghorn Honoria die Kopie eines Dokuments und bemerkt, wie die kühle und immer beherrschte Dame darüber kurz erschrickt (Kap. 2). Tulkinghorn hat ein Gespür für Geheimnisse und sammelt alle Informationen, die er vielleicht einmal geschäftlich nutzen kann. Zudem ist er eine komplexere Persönlichkeit: Er lebt unverheiratet („meine Erfahrung lehrt mich […]  dass sich die meisten Leute […] viel besser befinden würden, wenn sie nicht heiraten. Das Heiraten ist der Grund von drei Vierteln ihrer Sorgen“), einsam in seinem Büro und genießt abends edlen Wein aus seinem Keller. Als Anwalt Dedlocks fühlt er sich dessen Konservatismus und alter Familientradition eng verbunden. Mit seinem Blick für Geheimnisse geht er der Sache nach und verbindet in seinen Nachforschungen Pflichtgefühl, das Ansehen Dedlocks zu erhalten, und Misstrauen gegen die Leidenschaften starker Frauen, welche die Familienehre gefährden (Kap. 41). George, einer seiner Schuldner, charakterisiert ihn aus eigener schmerzlicher Erfahrung als einen alten Mann ohne Fleisch und Blut, der seine Opfer beständig in Unruhe hält: „Er will [sie] nicht lassen und will [sie] nicht loslassen“, um sich alle Möglichkeiten weiterer Operationen offenzuhalten (Kap. 47). Entsprechend geht er auch in Honorias Fall vor. Seine Recherchen überschneiden sich mit denen des in Esther verliebten Anwalts William Guppy, dem ihre Ähnlichkeit mit Honoria aufgefallen ist.

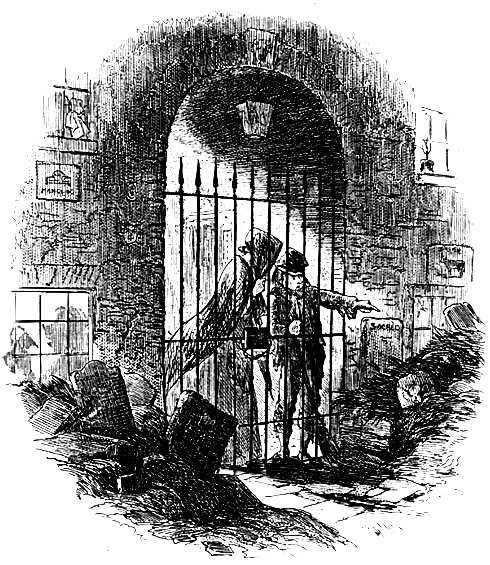
Jo zeigt der als Dienstbotin verkleideten Lady Dedlock das Grab Nemos in der Armengruft. (Phiz, 1853)

- Tulkinghorn verfolgt die Spur der Schrift über den Londoner Papierhändler Wallace Snagsby und macht den in seinem Auftrag arbeitenden Kopisten Nemo in seiner Wohnung beim Trödlers Crook ausfindig. Da dieser kurz vor Tulkinghorns Besuch an einer Überdosis von Opium gestorben ist und zudem der Vermieter ein Bündel Briefe Hornorias aus dem Zimmer des Toten mitgenommen und versteckt hat (Kap. 32), erfährt der Anwalt nichts über die Identität des Verstorbenen und seine Beziehung zur Lady. Seine einige Bezugsperson ist ein Waisenkind, der Straßenkehrer Jo, um den er sich gekümmert hat (Kap. 10 und 11). Jo wohnt im Slum-Viertel Tom-all-Alone's, dessen Häuser im Jarndyce-Familienbesitz während des langen Prozesses immer mehr zerfallen, erhält Trinkgelder von Passanten, denen er die Passage über eine Straße von Unrat freigekehrt hat und wird von Polizisten von seinem Arbeitsplatz vertrieben, weil sich Jungen nicht unnütz auf der Straße herumtreiben dürfen (Kap. 16, 19).
- Nach Honorias Rückkehr aus Frankreich im Januar informiert sie der Anwalt über seine Nachforschungen, die sie scheinbar nicht berühren (Kap. 12). Nachdem sie aus der Zeitung vom Tod des rätselhaften Kopisten in Crooks Haus und von Jos Aussagen über ihn erfahren hat, sucht sie in der Kleidung ihrer Zofe Hortense den Straßenjungen und lässt sich von ihm Nemos Lebens- und Todesorte zeigen – das Geschäft seines Arbeitgebers Snagsby, das Zimmerfenster in Crooks Court und mit einem Gitter verschlossene Armengruft eines Kirchhofs – und belohnt ihn dafür mit einer Goldmünze (Kap. 16).

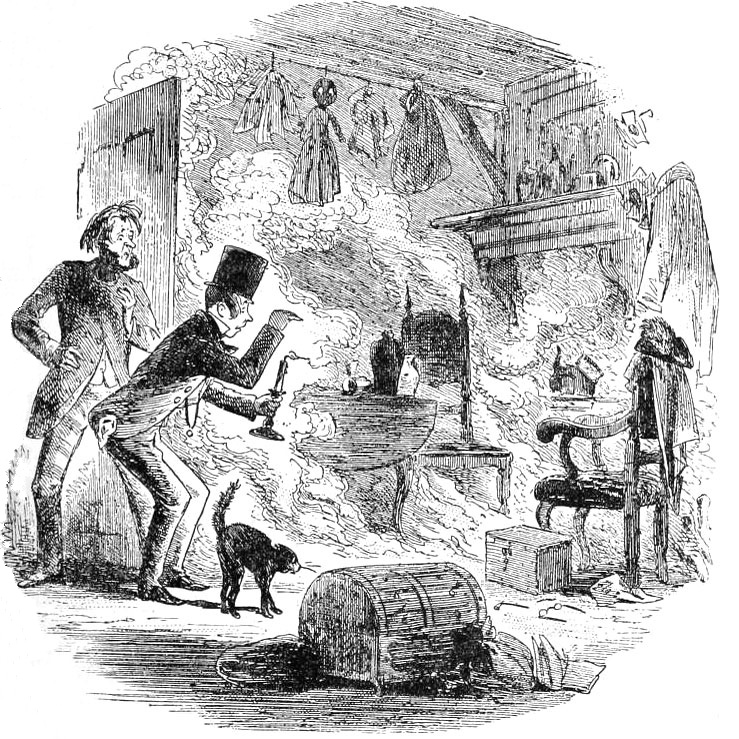
Selbstentzündung Crooks (Phiz, 1853)

- In London wird der Anwalt Guppy Zeuge der Verhaftung Jos durch einen Polizisten, der in dessen Taschen Halbkronen findet und ihre Herkunft beim Schreibwarenhändler Snagsby überprüft. Dieser schenkt ihm ohne Wissen seiner eifersüchtigen Frau, die eine illegale Vaterschaft ihres Mannes vermutet, gelegentlich einige Münzen. Die Herkunft der Geldstücke erklärt Jo mit der gut honorierten Ortsbesichtigung einer Dienstmagd (Kap. 19). Bei diesem Verhör ist auch die mit dem Prediger Chadband verheiratete ehemalige Zofe von Miss Barbary anwesend, die sich bei Guppys Erwähnung seiner Kanzlei an Kenges Verhandlungen wegen der Patenschaft für Esther Summerson erinnert. Guppy beschließt in einer dunklen Ahnung eines Zusammenhangs beider Geschichten der Sache nachzugehen. Er verschafft seinem arbeitslosen, zahlungsunfähigen Freund Tony Joblings eine Anstellung als Kopist bei Snagsby und mietet für ihn Nemos Zimmer bei Crook. Der Name Weevles soll ihm zu einer neuen Identität verhelfen und ihn vor Verfolgungen seiner Gläubiger schützen. Als Gegenleistung sammelt Joblings bei Miss Flite und Crook Informationen über Nemo. Joblings gewinnt das Vertrauen seines Vermieters und dieser zeigt ihm die entwendeten Briefe Honorias. Da er nicht lesen kann, bittet er seinen Mieter, ihm den Inhalt der Schriftstücke mitzuteilen. Joblings erzählt Guppy von seinem Erfolg und dieser verspricht Lady Dedlock, ihr die Briefe zu bringen. Doch vor der Übergabe der Schriften an Joblings stirbt Crook an Selbstentzündung. Guppy vermutet irrtümlich, dass die Briefe verbrannt sind (Kap. 32).
- Guppy erfährt durch weitere Nachforschungen von Mrs. Chadband den eigentlichen Namen ihres früheren Zöglings: Esther Hawdon. Er sucht Lady Dedlock im folgenden Winter in ihrem Stadthaus in London auf und konfrontiert sie mit seinem gesammelten Wissen. Als Motiv seines Interesses nennt er seine Liebe zu Esther. Wenn sie durch seine Hilfe erfährt, dass sie aus „guter Familie“ stammt und Anspruch auf das Jarndyce-Erbe hat, hofft er auf die Annahme seines Heiratsantrags. Guppy verspricht seine Verschwiegenheit und bietet Lady Dedlock an, ihr Hawdons hinterlassene Briefe zu bringen, muss jedoch später sein Angebot nach Crooks Verbrennung zurückziehen (Kap. 33), doch Honoria ist über die angebliche Vernichtung der Beweisstücke erleichtert. Die von Guppy vorgelegte Indizienkette (Ähnlichkeit, Namen, zeitlicher Verlauf) überzeugt sie, dass Esther ihre tot geglaubte Tochter ist, die ihr durch ihre streng moralische Schwester entzogen wurde (Kap. 29).

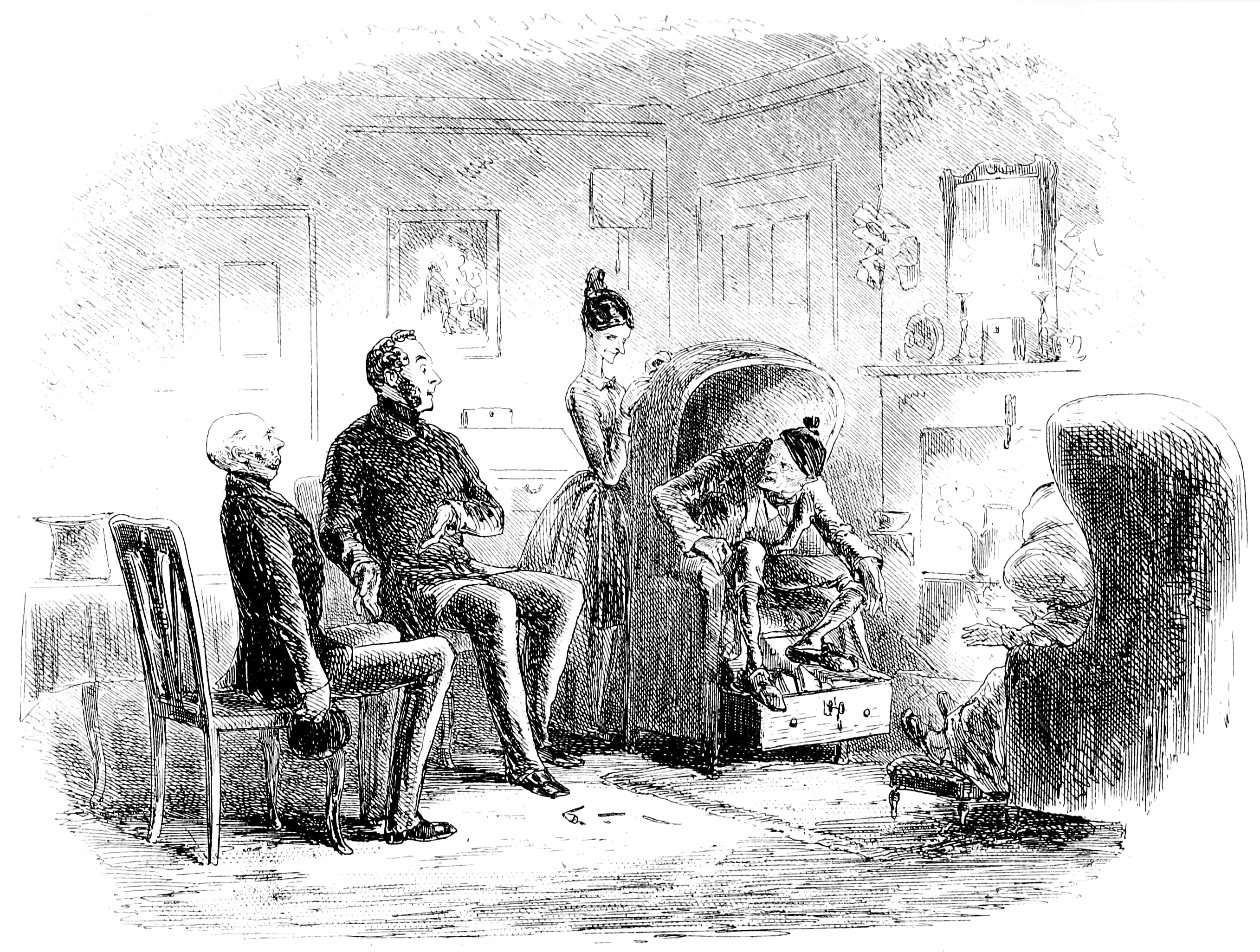
Der gelähmte Geldverleiher Smallweed setzt seine Schuldner Mr. George und Bagnet unter Druck. (Phiz, 1853)

- Tulkinghorn hört von dem Besuch der Unbekannten an Nemos Erinnerungsstätten und beauftragt den Geheimpolizisten Bucket mit den Recherchen. Zusammen mit dem Papierhändler Snagsby sucht er in Tom-All-Alone nach Jo, der bei Ziegelmachern aus Hertfordshire untergekommen ist, die als Saisonarbeiter nach London gekommen sind. Bucket bringt Jo in die Kanzlei des Anwalts zu einer Gegenüberstellung mit Esthers Zofe Hortense. Sie trägt die gleiche Kleidung wie die Dame, aber ihre Stimmen und ihr Schmuck sind verschieden (Kap. 22). So folgert der Anwalt, dass Lady Dedlock sich als Dienstmagd verkleidet hat.
- Tulkinghorn vermutet, dass Nemo der wegen seiner Schulden untergetauchte und für tot erklärte Kapitän Hawdon ist und will dies durch eine Schriftprobe überprüfen. Er arbeitet finanziell mit dem gelähmten geizigen Geldverleiher Smallweed zusammen. Dieser ahnt, dass der Fecht- und Schießtrainer Mr. George Briefe seines Vorgesetzten hat und bringt den bei ihm Verschuldeten zum Advokaten, der ihm Geld für die Schriftstücke anbietet (Kap. 26 und 27). George möchte jedoch wissen, welchen Zweck der Handschriftenvergleich verfolgt und da Tulkinghorn ihm darüber keine Auskunft gibt, will er das Geschäft noch einmal überdenken. Sein Freund Matthew Bagnet, der nach seinem Ausscheiden aus dem Militärdienst als Musiker arbeitet und mit Instrumenten handelt, rät ihm, sich auf kein Geschäft einzulassen, das er nicht überblicken könne. Daraufhin lehnt George das Angebot ab.

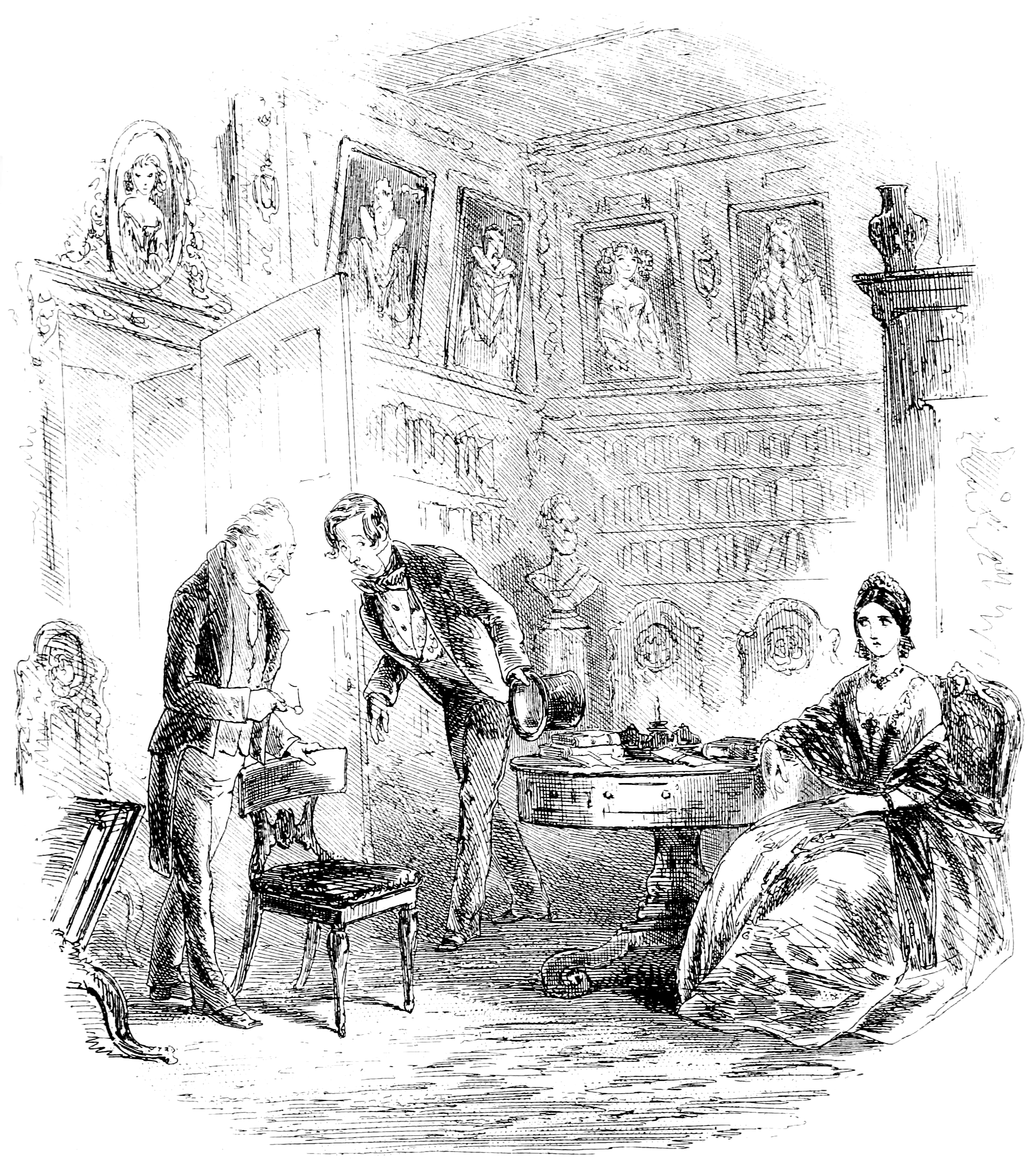
Tulkinghorn löst Guppy bei seinem Besuch Lady Delocks ab. (Phiz, 1853)

- Der Anwalt setzt nun seine Beziehungen zu Smallweed als Druckmittel ein, indem dieser von George die Rückzahlung seiner Schulden fordert, für die dessen Freund Bagnet gebürgt hat. Um einen Aufschub seiner Schuldenrückzahlung zu erhalten, übergibt er Tulkinghorn das von ihm gefordertes Schreiben Hawdons und dieser hat nur einen Beweis für die Identität Nemos (Kap. 34).
- Nach Crooks Tod erbt dessen Schwester, Mrs. Smallwell, seine Hinterlassenschaften und ihre Familie durchstöbert den Trödelladen nach Brauchbarem. Tulkinghorn ist an Kopien von Gerichtsakten interessiert, die im Altpapier versteckt sind, und lässt seinen Kompagnon in Finanzgeschäften gezielt danach suchen. Sie finden Honorias Briefe an Hawdon und übergeben sie dem Anwalt. Nach dessen Tod werden sie vom Geheimpolizisten Bucket sichergestellt (Kap. 54). Tulkinghorn stößt bei seinen Versuchen, an Guppys Informationen teilzuhaben, zwar auf Ablehnung (Kap. 39), doch wird Mrs. Snagsby über Rachael Chadband und ihren Mann zu seiner Informantin, so dass er über Honorias Vorgeschichte und die laufenden Entwicklungen gut Bescheid weiß.
- Bei einem Besuch in Chesney Wold erzählt Tulkinghorn der anwesenden Dedlock-Verwandtschaft die aus seinen Nachforschungen zusammengebastelte Geschichte der Hausherrin ohne Namensnennungen als einen ihm zugetragenen Fall (Kap. 40). Dabei spielt er auch auf die Zofe an, deren Ruf mit dem Absturz der Dame verbunden sei. Honoria erkennt darin die Situation Rosas, die der selbstbewusste vom Arbeiter zum Eisenwerksbesitzer aufgestiegene Rouncewell aus ihrem Dienstverhältnis zu lösen versuchte. Als zukünftige Frau seines Sohnes Watt sollte sie eine bessere Schulbildung erhalten (Kap. 28). Sir Dedlock sah darin einen Angriff auf sein Adelsvorrecht und verweigerte seine Zustimmung aus Abneigung dem bürgerlichen Aufsteiger gegenüber. Honoria sieht im Vortrag des Anwalts einen Angriff, um sie unter Druck zu setzen.
- Im folgenden Geheimgespräch der beiden gibt Honoria zu, dass die Geschichte mit ihrem Fall übereinstimmt, und will, wenn dies schon Stadtgespräch sei, sich von ihrem Mann trennen. Sie könne ihr bisheriges Leben unter dem neuen Druck nicht länger hinschleppen und die Qualen Tag für Tag nicht mehr tragen. Lieber wolle sie alles gestehen. Tulkinghorns Interesse, da er nun auch ihre Bestätigung seiner Vermutung hat, ist es jedoch, die Sache offen zu lassen. Er gibt vor, einen Skandal im Haus seines Klienten und die Zerstörung seines Ansehens verhindern zu wollen. Ihre Flucht oder ihr Selbstmord würden den Ruf ihres Mannes zerstören. Er sichert Lady Dedlock seine Verschwiegenheit zu, solange ihr Vorleben vor der Öffentlichkeit und ihrem Mann geheim gehalten werden kann, und fordert von ihr das Gleiche. Denn er fürchte auch um die Gesundheit Dedlocks, der seine Frau liebt. Deshalb solle die Sache vertuscht werden und sie müsse wie bisher ihre Rolle als Lady spielen. Sie habe bisher auch mit ihrem Geheimnis gelebt. Daran ändere sich nichts, auch wenn er davon wisse, aber sie hätten auch bisher „einander nie ganz getraut“ (Kap. 41).
- Lady Dedlock will zumindest Rosa, die sie auf ihre Aktion vorbereitet, aus der Gefahrenzone bringen. Sie inszeniert vor ihrem Mann und dem Anwalt die Situation einer geteilten Loyalität zwischen Rosas Liebe zu Watt und zu ihrer Herrin und empfiehlt die Entlassung ihrer Zofe. Da sie mit dem Anspruch der absoluten Treue der Dienstmagd gegenüber der adligen Herrin auftritt und dies mit hinter höflichen Floskeln verborgenen arroganten Formulierungen des Adels vorträgt, muss Sir Dedlock zustimmen und übergibt Rosa dem von Honoria bereits ins Haus bestellten Eisenwerksbesitzer, der sich ironisch für die bisherige freundliche Fürsorge bedankt.
- Tulkinghorn fasst die überraschende Aktion Honorias als Kampfansage gegen seinen Anspruch auf die Entscheidungsmacht auf, spricht von Vertragsbruch und kündigt der Lady die baldige Information ihres Mannes an. Nach seinem Weggang entwickelt sich die Kriminalhandlung (Kap.48).

### Tulkinghorns Ermordung
Der vom Geheimpolizisten Bucket aufgeklärte Kriminalfall entwickelt sich parallel zur Erkundung der Vergangenheit Lady Dedlocks und beginnt mit der Rivalität der beiden Dienstmädchen Honorias.
Die Hausverwalterin Mrs. Rouncewell stellt Rosa, die 19-jährige schöne Tochter einer Witwe aus dem Dorf, als ihre Schülerin und Assistentin an (Kap. 7). Diese erfährt im Haus wegen ihres bescheidenen Wesens viel Zuneigung und Rouncewells Enkel Watt verliebt sich in sie und möchte sie zur Frau haben. Auch Lady Dedlock gefällt sie und stellt sie als Kammermädchen an. Der Konflikt kündigt sich zu dem Zeitpunkt an, als die Herrin Rosa ihrer 32-jährigen eitlen französischen Zofe Hortense, die seit fünf Jahren in ihrem Dienst ist, vorzieht und diese darauf eifersüchtig reagiert (Kap. 12). Hortenses Verletzung wird zum ersten Mal deutlich, als die Lady nach einem Regenguss von ihrem Ponyphaeton abgeholt wird und Rosa sie begleiten darf, während Hortense zu Fuß gehen muss. Aus verletztem Stolz und Rache zieht sie ihre Schuhe aus, lässt sie auf dem Boden stehen und geht „mit überlegener Ruhe durch die nassesten Stellen des Grases dem Wagen nach. […] Sie würde ebensogut durch Blut wie durch alles andere gehen, wenn es ihr einmal zu Kopf steigt!“ (Kap. 18). In dieser Situation legt Hortense ein Gelübde ab, sich zu rächen. Sie gibt ihre Stelle auf und bietet Esther ihre Dienste an. Diese lehnt ab, da sie ohne Zofe auskomme.
Darauf reist Hortense nach London, bittet Tulkinghorn und den Papierhändler Snagsby um Hilfe bei der Arbeitssuche und mietet ein Zimmer im Haus des Detektivs Bucket. Ihre Kleidung erinnert den Anwalt an die der Dame, die Jo zu Nemos Grab geführt hat (Kap. 22) und eine Gegenüberstellung mit dem Straßenjungen bestätigt dies. Für den Anwalt ist mit der Bezahlung Hortenses für ihren Dienst die Angelegenheit beendet, aber sie findet keine neue Stelle und fordert von Tulkinghorn, sie bei ihrer Rache an Lady Dedlock zu unterstützen (Kap. 42).

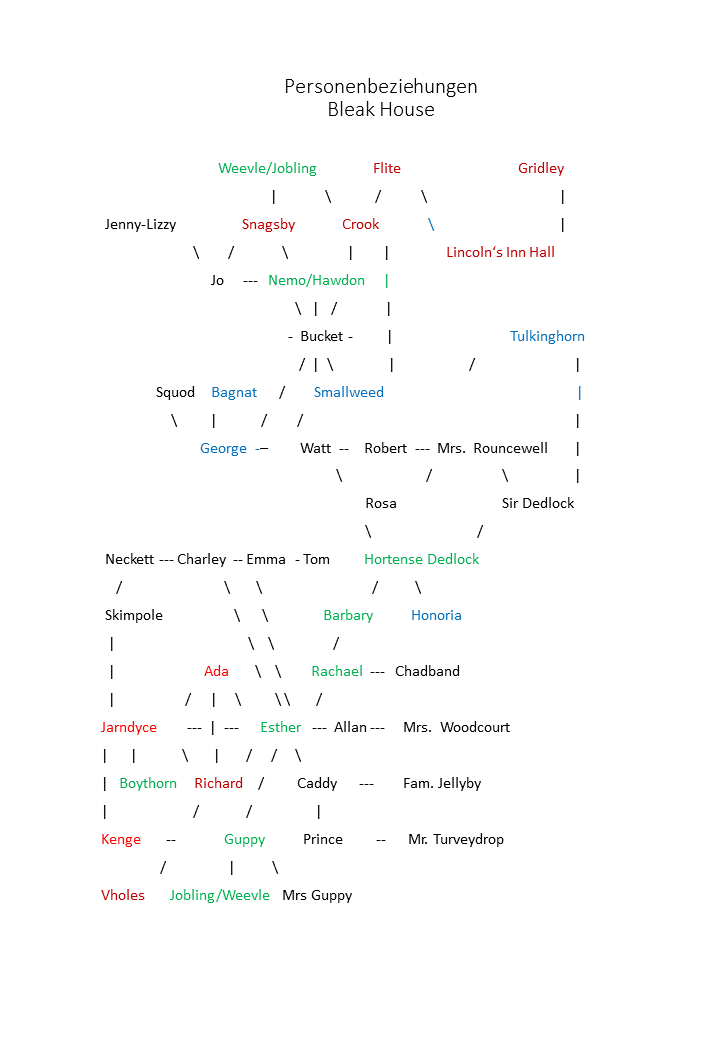
Personenbeziehungen

Nach seiner Auseinandersetzung mit Lady Dedlock, die gegen seine Zustimmung ihre Zofe Rosa aus ihrer Stelle in den Schutz der Familie ihres Freundes Watt gelotst und sich damit aus der Verantwortung dem Mädchen gegenüber gelöst hat, kehrt Tulkinghorn erzürnt in sein Haus zurück und wird in derselben Nacht gegen 10 Uhr erschossen (Kap. 48). Der Geheimpolizist Bucket übernimmt die Untersuchung:
- Mr. George ist an diesem Abend zur Tatzeit vor Tulkinghorns Haus gesehen worden. Da er auch wegen seiner Verschuldung und des Streits darüber ein Motiv hätte, verhaftet ihn der Polizist Bucket am folgenden Tag (Kap. 49). Er beteuert seine Unschuld und erzählt, zur Tatzeit im Haus einer dunkel gekleideten Frau begegnet zu sein (Kap. 52).
- Bucket findet heraus, dass Lady Dedlock am Abend der Tat gegen halb Zehn in einem schwarzen Mantel das Haus zu einem Spaziergang verlassen hat, um nach dem Streit noch einmal mit dem Anwalt zu sprechen (Kap. 53, 54).
- Als perfektionistischer geheimer Ermittler sammelt er alle Informationen über die verschiedensten Vorgänge in der Stadt und überblickt von Anfang das Tatumfeld. Mit seinem Spürsinn verdächtigt er seine Nachbarin Hortense und lässt sie durch seine Frau überwachen. So kennt er deren impulsive Art und ihr Bewegungsprofil und weiß, dass diese am Abend ein Theaterstück besucht, in der Pause im Haus des Anwalts George und der Lady begegnet ist, die Pistole bei einem Ausflug am Beerdigungstag mit Mrs. Bucket in einen Teich geworfen und in anonymen Briefen die Lady des Mordes beschuldigt hat (Kap. 54). Hortense wird verhaftet und George aus dem Gefängnis entlassen.

Am selben Tag informiert Guppy Lady Dedlock, dass ihre Briefe an Hawdon nicht verbrannt sind, sondern von Smallweed in Crooks Nachlass gefunden wurden und ihrem Mann zum Verkauf angeboten werden sollen. Sie erfährt von ihrem Hausdiener, dass die Erpresser bereits am Morgen mit Sir Dedlock gesprochen haben. Außerdem zeigt ihr die Haushältern Mrs. Rouncewell einen Brief, in dem sie als Mörderin beschuldigt wird. Für sie ist nur klar, dass ihre Geheimnisse allgemein bekannt werden und der Ruf ihres Mannes beschädigt ist. Sie hinterlässt einen Brief an Sir Dedlock und verlässt das Haus (Kap. 55).

## Form
Die Geschichten dieser Menschen werden abwechselnd von zwei Erzählern in getrennten, zeitlich im Wesentlichen parallel verlaufenden, aber personell miteinander verbundenen Handlungssträngen vorgetragen:
- Die Protagonistin Esther Summerson schildert sieben Jahre nach ihrer Heirat mit dem Arzt Woodcourt im Rückblick[4] aus ihrer Sicht ihr Leben als Waisenkind und die Geschehnisse im Bleak-House ihres Vormunds John Jarndyce und die Beziehung Adas und Richards.
- In anderen Romankapiteln ergänzt ein im Wesentlichen[5] auktorialer Erzähler im Präsens die über die Perspektive Esthers hinausreichenden Handlungen, z. B. in London und in Chesney Wold in Lincolnshire, dem Landsitz Sir Leicester Dedlocks und seiner Frau, und kommentiert, teils ironisch, die Ständegesellschaft und den Prozess.[6]

## Biographische Bezüge

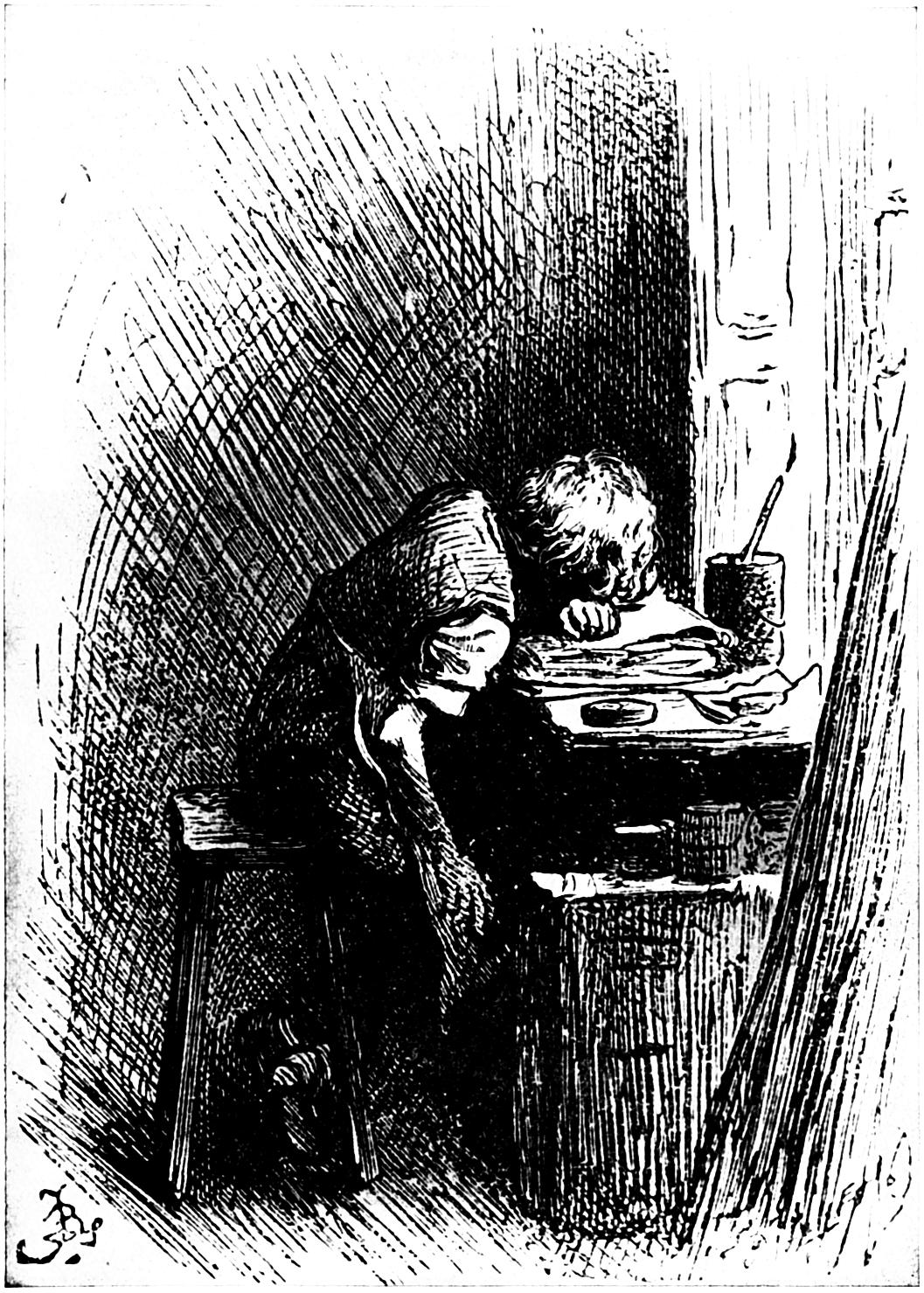
Dickens bei der Arbeit in einer Schuhfabrik, (Illustration von Fred Bernard)

Wie viele andere Werke des Autors findet man auch in Bleak House biographische Bezüge nicht nur in der Charakterisierung einzelner Personen, sondern v. a. bei den zentralen Themen: Gesellschaftsordnung, Gerichtssystem, soziale Frage, private und öffentliche Fürsorge und Schuldbildung für Waisenkinder, Philanthropie, Missionierung, Emanzipation. Während der kranke Dedlock auf seinem Rittersitz vereinsamt, zeigt sich die bürgerliche Welt lebenskräftig. Es sind neben dem Eisenwerksbesitzer Rouncewell und dem Arzt Allan Woodcourt v. a. die starken jungen Frauen Esther, Rosa und Caddy, welche die Alltagslast tragen, für die Glücksmomente im Leben der Familien sorgen und sich im Gegensatz zu den Wort-Philanthropen und Predigern um die Waisenkinder Jo, Charley, Emma kümmern. Sie praktizieren tatkräftig ein soziales und undogmatisches Christentum.
Die Botschaft des Romans an sein Publikum korrespondiert mit den Überzeugungen und dem gesellschaftlichen Engagement des Autors.
- Die Situation armer Kinder kennt Dickens aus seiner eigenen Familie. Nach einer Kindheit im Wohlstand wurde sein Vater John 1824 wegen Zahlungsunfähigkeit für einige Monate in einem Schuldgefängnis inhaftiert. Charles musste deshalb die Schule verlassen, wurde bei einer Freundin der Familie untergebracht und arbeitete ca. ein Jahr in einer Schuhpoliturfabrik, um Unterkunft und Verpflegung zu finanzieren. Zehn Stunden am Tag verschloss er zusammen mit anderen Kindern in Warren's Blacking Warehouse Schuhwachs-Dosen und etikettierte sie. Als sich die finanzielle Situation der Familie stabilisierte, konnte er wieder bis 1826 unregelmäßig die Schule besuchen und wurde ein Jahr später Schreiber in einer Rechtsanwaltskanzlei. Der Bruch in seiner Familiensituation und die anstrengenden und harten Arbeitsbedingungen hinterließen bei ihm einen bleibenden Eindruck, der in seine Romane eingearbeitet wurde, und begründen sein Interesse für soziale Reformen.[8]

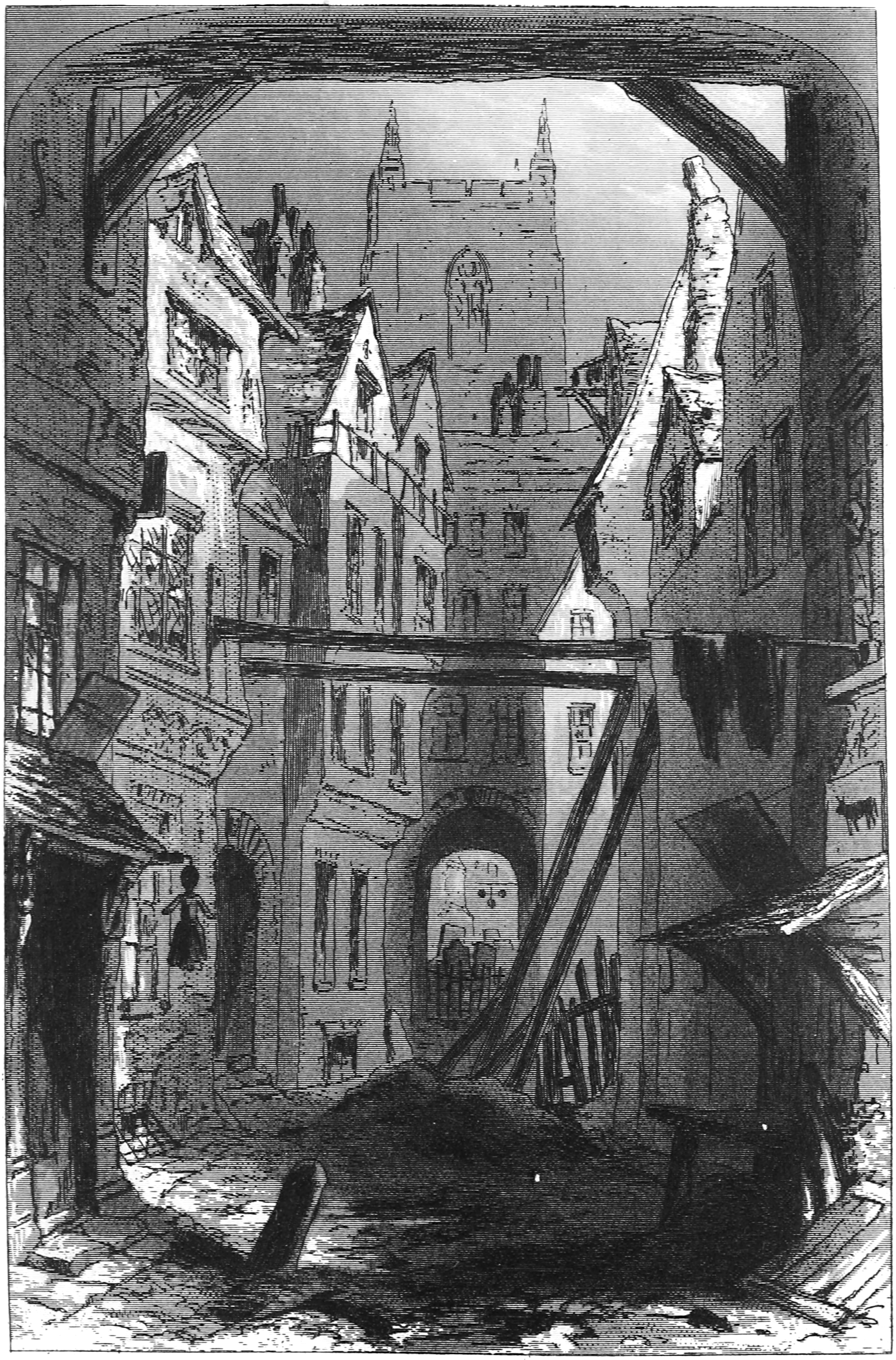
Jos Unterschlupf im Armenviertel Tom All Alone's (Phiz, 1853)

- Dickens interessierte sich für Ragged Schools. Sie ermöglichten mittellosen Kindern in Arbeitervierteln, die wegen ihres ungepflegten Aussehens und ihres unangepassten Verhaltens oft von der Sonntagsschule ausgeschlossen waren, eine kostenlose Bildung. Dickens begann seine Zusammenarbeit mit der Field Lane Ragged School, die in einem Gebiet an der südlichen Verlängerung von Saffron Hill, einem berüchtigten Londoner Slum in viktorianischer Zeit, zwischen Holborn und Clerkenwell liegt,[9] im Jahr 1843, als er sie auf Wunsch der Philanthropin Angela Burdett-Coutts besuchte. Er spendete einen Trog und etwas Geld, „damit sich die Jungs waschen können und für einen Aufseher“. Der Anblick der Kinder bestärkte ihn in seiner Auffassung, mit seiner Literatur „Vorschlaghammer“ der Armen zu werden.[10]

1846 schrieb Dickens in der Daily News über die Arbeit der Schule:
Diejenigen, die zu zerlumpt, elend, schmutzig und verlassen sind, um irgendeinen anderen Ort zu betreten, die in keine Wohltätigkeitsschule aufgenommen werden könnten und die von jeder Kirchentür vertrieben werden würden, sind eingeladen, hierher zu kommen und einige Leute zu finden, die nicht verdorben sind, die bereit sind, sie etwas zu lehren und ihnen etwas Mitgefühl zu zeigen und eine Hand auszustrecken, was nicht die eiserne Hand des Gesetzes ist, um sie zu korrigieren.
1852 veröffentlichte der Autor in Household Words einen Artikel mit dem Titel A Sleep To Startle Us  (Ein Schlaf, der uns erschreckt) über Erfahrungen in der Schule:
Ich fühlte mich zum ersten Mal zu diesem Thema hingezogen und wurde in der Tat zum ersten Mal vor etwa zwei Jahren oder mehr auf ihre Existenz aufmerksam gemacht, als ich eine Anzeige in den Zeitungen aus der West Street, Saffron Hill, sah, in der es hieß: „Dass in dieser elenden Nachbarschaft seit mehr als zwölf Monaten ein Raum eröffnet und unterhalten worden war, in dem den Armen Religionsunterricht erteilt worden war, und in wenigen Worten zu erklären, was mit Ragged Schools als Oberbegriff gemeint war, einschließlich dann vier oder fünf ähnlicher Unterrichtsorte. Ich schrieb an die Meister dieser Schule, um weitere Erkundigungen einzuziehen, und ging bald darauf selbst hin.“

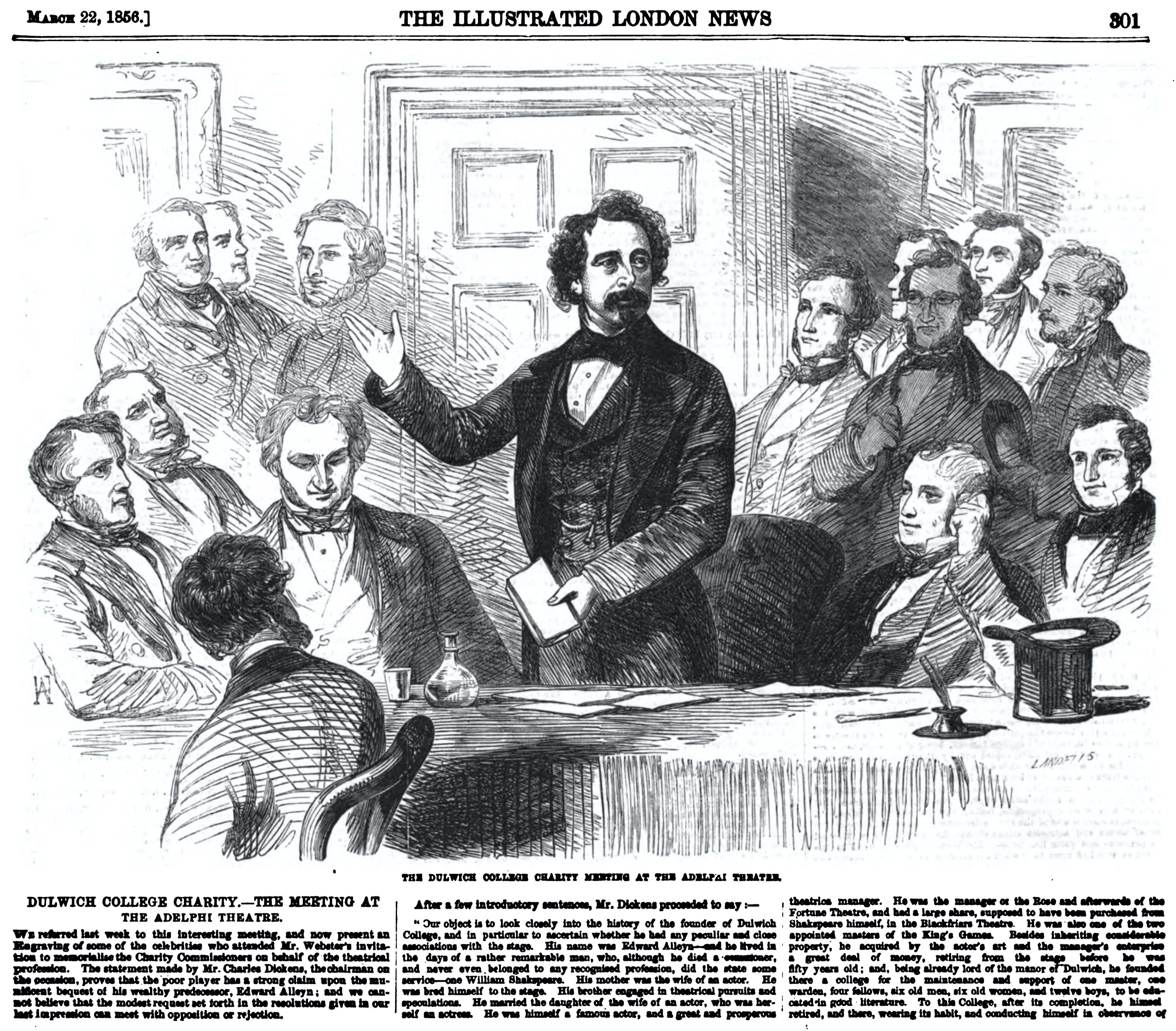
Dickens leitet eine Wohltätigkeitsveranstaltung, um die Zukunft des College of God's Gift zu diskutieren (aus: The Illustrated London News, März 1856)

- 1856 leitet Dickens eine Diskussion über die Reform der 1619 von dem elisabethanischen Schauspieler und Geschäftsmann Edward Alleyn gegründeten Wohltätigkeitsorganisation in Dulwich in der Grafschaft Surrey. Sie wurde 1857 neu strukturiert, wobei die Schulabteilungen die armen Jungen (Alleyn's College of God's Gift) und Mädchen (Dulwich Girls' School) eine Schulbildung ermöglichte, größere Eigenständigkeit erhielten und erweitert wurden.
- Die reiche Philanthropin Burdett-Coutts wandte sich im Mai 1846 an Dickens, um ein Heim für „fallen women“ einzurichten, das entsprechend ihrer Reformideen Bildung und Anleitungen zu Hausarbeiten als Programmschwerpunkte hatte. Dickens gründete eine solche Einrichtung mit dem Namen Urania Cottage in der Gegend von Lime Grove in Shepherd's Bush und leitete sie zehn Jahre lang,[13] legte die Hausregeln fest, überprüfte die Konten und führte Bewerbungsgespräche[14] Auswanderung und Heirat waren von zentraler Bedeutung für Dickens’ Agenda für die Frauen beim Verlassen von Urania Cottage. Zwischen 1847 und 1859 erhielten dort schätzungsweise 100 Frauen einen Abschluss.[15]
- 1846 übernahm Dickens die Redaktion der in London ansässigen The Daily News, einer liberalen Zeitung, mit der er „die Prinzipien des Fortschritts und der Verbesserung, der Erziehung und der bürgerlichen und religiösen Freiheit und der gleichen Gesetzgebung“ unterstütze.[16]
- 1855, als der liberale Abgeordneter Austen Henry Layard eine Administrative Reform Association gründete, um bedeutende Reformen des Parlaments zu fordern, unterstützte ihn Dickens und stellte ihm seine Ressourcen zur Verfügung.[17] Nach Dickens Auffassung war die politische Aristokratie und ihre Inkompetenz der Tod Englands.[18][19] Als er und Layard beschuldigt wurden, Klassenkonflikte zu schüren, antwortete Dickens, dass die Klassen bereits in Opposition seien und die Schuld bei der aristokratischen Klasse liege. Dickens benutzte seine Zeitschrift Household Words, um sich für die Reform Association einzusetzen.[20]
- Bereits als junger Mann äußerte Dickens eine Abneigung gegen bestimmte Aspekte der organisierten Religion. 1836 verteidigte er in einer Broschüre mit dem Titel Sunday under Three Heads das Recht des Volkes auf Vergnügen und wandte sich gegen einen Plan, Spiele an Sonntagen zu verbieten.[21][22]

Den römischen Katholizismus und den Evangelikalismus bewertete er als zwei fundamentalistische Extreme des Christentums, die er ablehnte. Dickens kritisierte, dass die individuellen bürgerlichen Freiheiten in Ländern durch den Katholizismus eingeschränkt werden und lehnte auch die evangelische Überzeugung ab, dass die Bibel das unfehlbare Wort Gottes sei. Seine Ideen zur biblischen Auslegung ähnelten der Lehre des liberalen Anglikaners Arthur Penrhyn Stanley von einer im Laufe der Zeit „fortschreitenden Offenbarung“

## Rezeption
Während die zeitgenössische Literaturkritik geteilter Meinung über Dickens Bleak House war, wird der Roman heute als eines der wichtigsten Werke des Autors und sogar der englischen Literatur bewertet.
Die Publikation von Bleak House war ein entscheidender Wendepunkt in der bisher vorwiegend positiven Dickens-Rezeption. Rezensenten und literarische Persönlichkeiten in den 1850er, 1860er und 1870er Jahren sahen einen „trostlosen Niedergang“ bei Dickens, von einem Schriftsteller der „hellen, sonnigen Komödie … zu düsteren und ernsten sozialen Kommentaren“. Die konservative Zeitschrift The Spectator bewertete Bleak House als „ein schweres Buch, das man sofort durchlesen muss ... langweilig und ermüdend wie eine Serie“. Dagegen ist für Georg Gissing der Roman ein Puzzle, dessen Teile ordentlich zusammenpassen, wenn auch viele Ereignisse zufällig und äußerst unwahrscheinlich sind. Erkennt Lady Dedlock zum Beispiel nach zwanzig Jahren immer noch die Handschrift ihres Geliebten? Aber dank Dickens’ erhabenem Schreibstil störe dies den Leser nicht. Trotz der Vorbehalte unter den Rezensenten blieb beim Publikum Dickens Ansehen erhalten und der Verkauf der Bücher war erfolgreich.
Im Laufe der Zeit wurde Bleak House häufig rezipiert und adaptiert und die Bewertung des Werks änderte sich: Dickens Roman spielt im angelsächsischen Literaturkanon eine große Rolle. In Befragungen über die bedeutendsten britischen Romane wird das Werk oft genannt:
- 2015 setzten 82 internationale Literaturkritiker und -Wissenschaftler den Roman auf Platz 6 der bedeutendsten britischen Romane.[29]
- In Daniel Burts Buch The Novel 100: A Ranking of the Greatest Novels of All Time belegt der Roman den 12. Platz.
- Diese Einschätzung wird durch Einzelstimmen bestätigt:

Bleak House sei Dickens bester Roman (Georg Gissing, G. K. Chesterton, Harold Bloom).
Stephen King zählt den Roman zu seinen 10 Lieblingsbüchern.
Vladimir Nabokov widmete dem Roman eine seiner Lectures on literature.
In Alfred Anderschs Roman Winterspelt ist Lincolnshire in Bleak House der Sehnsuchtsort der Hauptfigur Käthe Lenk.
Nach Chesterton zeigt Bleak House eine Weiterentwicklung des Autors. Im Unterschied zu den früheren Werken finden die Ereignisse an und um drei Orte statt: Bleak House, Chesney Wold und der Court of Chancery: Die Charaktere sind nicht nur Passanten, sie haben einen Platz in der Geschichte. Darüber hinaus zeige Bleak House, dass Dickens, im Gegensatz zu dem, was viele Kritiker behaupten, tatsächlich eine Veränderung des Charakters beschreiben konnte, wie bei Richard Carstone.
In KLL wird differenziert: Der Roman habe zwar alle für den Autor typischen Schwächen traditioneller Schreibweise (Weitschweifigkeit, Sentimentalität, Melodramatisches, Geheimnisumwitterung), doch diese würden mehr als ausgeglichen „von der Gestaltung eines alle Schichten umfassenden sozialen Panoramas, wie Dickens es in dieser Weise und Farbigkeit kaum je wieder entrollt hat. […] Mit klarem Blick für die Verflochtenheit aller menschlichen Beziehungen innerhalb eines sozialen Gefüges zeigt Dickens, wie der Missbrauch des Rechts an einer bestimmten Stelle des Organismus sich bis in alle Verzweigungen dieses sozialen Bereiches schädigend auswirkt.“

## Übersetzungen ins Deutsche
- Boz (Dickens): Bleakhaus. Übersetzer: Julius Seybt. In: Boz (Dickens). Sämmtliche Werke, Bd. 80. J. J.Weber Leipzig, 1852.[34]
- Charles Dickens: Bleak House. Übersetzer: Christoph Friedrich Grieb. Frank’sche Buchhandlung Stuttgart, 1852.
- Charles Dickens: Bleak House. Übersetzer: Carl Kolb. In: Charles Dickens. Sämmtliche Werke, Lfg. 26-38 Hoffmann Stuttgart, 1855.[35] (Vollständige Ausgabe. In der Übertragung von Carl Kolb, durchgesehen von Anton Ritthaler. Mit den Illustrationen zur Erstausgabe von Hablot Knight Browne (Phiz).). Winkler Verlag München, 1977.
- Charles Dickens: Bleak House. Übersetzer: Richard Zoozmann In: Charles Dickens. Ausgewählte Werke. 16 Bde. Max Hesse Verlag Leipzig, 1909. Insel-Verlag Leipzig, 1952, 1988, 2003.
- Charles Dickens: Bleak House. Übersetzer: Gustav Meyrink. In: Charles Dickens. Gesammelte Werke, Bd. 4. Musarion Verlag München, 1909.

## Adaptionen

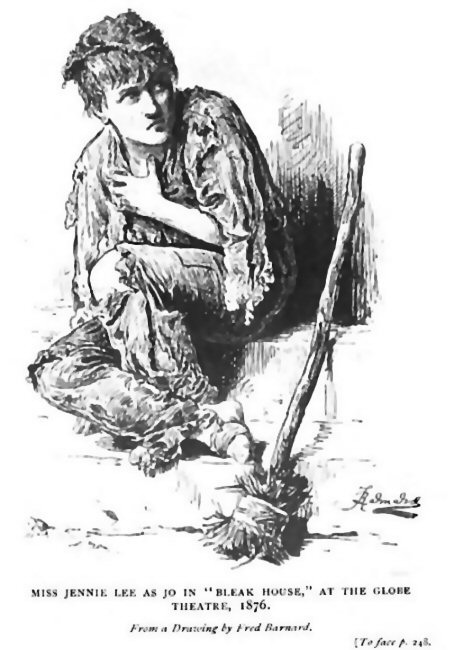
Globe-Theaterplakat: Jennie Lee als Jo

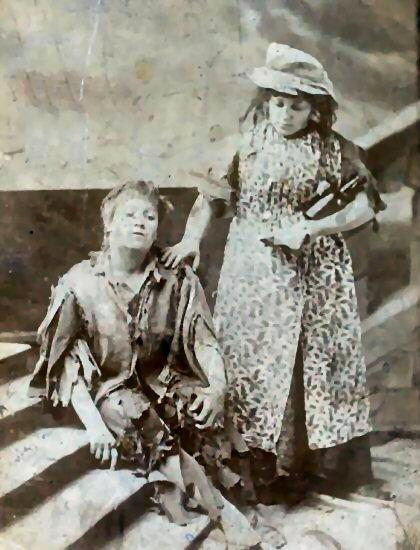
Jennie Lee als Jo in Melbourne (Billy Rose Theatre Collection)

### Theater
Im späten 19. Jh. waren mehrere Bühnenfassungen des Romans v. a. in England und den USA sehr erfolgreich:
- Ab 1873 spielte Fanny Janauschek jahrelang auf USA-Tourneen in H. A. Rendles Bühnenfassung von Dickens Bleak House mit dem Titel Chesney Wold sowohl die Lady Dedlock als auch ihre Zofe Hortense.
- 1876 am Londoner Globe Theater und 1882 auf einer Australien-Tournee trat Jennie Lee (Emily Lee) in der Bleak-House-Adaption ihres Mannes John Pringle Burnett's als „crossing-sweeper“ Jo auf. Lee spielte den Jo bereits 1875 in Rendles Bühnenfassung zusammen mit Fanny Janauschek in New York.[36]
- David Glass und sein Ensemble entwickelten eine Bühnenversion, die erstmals 2008 uraufgeführt wurde.

### Film
Anfang des 20. Jhs. wurden mehrere Stummfilme nach Dickens Roman produziert.
- Ein Kurzfilm (1 Minute) des Filmpioniers George Albert Smith aus dem Jahr 1901, The Death of Poor Joe, ist der älteste bekannte erhaltene Film mit einer Figur von Charles Dickens (Jo der Straßenkehrer[37]).[38][39]
- 1928 Kurzfilm im Phonofilm-Ton-auf-Film-Verfahren gedreht, in dem Bransby Williams die Rolle des Großvaters Smallweed spielte.
- Die BBC hat drei Fernsehadaptionen von Bleak House produziert:
- 1959: elf halbstündige Episoden
- 1985: Bleak House (Fernsehserie, 8 Folgen) – Regie: Ross Devenish, mit Diana Rigg in der Rolle der Lady Dedlock
- 2005: Bleak House – 15-teilige Serienadaption der BBC

### Hörspiel
- 1998 BBC Radio 4. Radioadaption von fünf einstündigen Episoden mit Michael Kitchen als John Jarndyce

### Lesung
- Bleak House 1: Lesung mit Gert Westphal (2 mp3-CDs) MP3 CD – Hörbuch, Der Audio Verlag (31. August 2018)